# Bassens (Gironde)
Cet article concerne la commune de Gironde. Pour celle de Savoie, voir Bassens (Savoie).
Bassens (prononcé [basɛ̃s]) est une commune du Sud-Ouest de la France, située dans le département de la Gironde en région Nouvelle-Aquitaine.
On y trouve l'une des composantes du port de Bordeaux, le terminal de Bassens.

## Géographie

### Localisation
Bassens est une commune Girondine de l'Entre-deux-Mers, en rive droite de la Garonne, dans l'aire d'attraction de Bordeaux et son unité urbaine,.

### Aux alentours
Les communes les plus proches sont Carbon-Blanc (1 km), Lormont (3 km), Sainte-Eulalie (4 km), Ambarès-et-Lagrave (4 km), Yvrac (5 km), Artigues-près-Bordeaux (5 km), Cenon (6 km), Saint-Louis-de-Montferrand (6 km), Saint-Vincent-de-Paul (7 km) et Saint-Loubès (7 km).
| Blanquefort         | Saint-Louis-de-Montferrand | Ambarès-et-Lagrave |
| Bordeaux La Garonne | Bassens                    | Carbon-Blanc       |
|                     | Lormont                    |                    |

### Géographie physique
La commune s'étend sur plus de 10 km2 (1 028 hectares), avec une partie basse à l'ouest et au nord, et un plateau à l'est ; la Garonne délimitant sa partie ouest,. L'altitude varie de 2 à 56 mètres. Le plateau est la chaîne calcaire qui s'étend sur la rive droite, et qui se termine à Bassens.
Bassens se trouve sur les unités paysagères de l'agglomération bordelaise, agglomération qui s'étend sur vingt kilomètres d'est en ouest, et du bec d'Ambès, confluence de la Dordogne et de la Garonne.
La commune de Bassens peut être soumise aux crues de la Garonne, pour les zones situées près du fleuve : elle fait partie du SPPPI, le syndicat mixte pour la protection contre les inondations de la presqu'île d'Ambès.

### Climat
Pour des articles plus généraux, voir Climat de la Nouvelle-Aquitaine et Climat de la Gironde.
Historiquement, la commune est exposée à un climat océanique aquitain.  
En 2020, Météo-France publie une typologie des climats de la France métropolitaine dans laquelle la commune est exposée à un climat océanique et est dans la région climatique Aquitaine, Gascogne, caractérisée par une pluviométrie abondante au printemps, modérée en automne, un faible ensoleillement au printemps, un été chaud (19,5 °C), des vents faibles, des brouillards fréquents en automne et en hiver et des orages fréquents en été (15 à 20 jours).
Pour la période 1971-2000, la température annuelle moyenne est de 12,7 °C, avec une amplitude thermique annuelle de 14,6 °C. Le cumul annuel moyen de précipitations est de 893 mm, avec 12 jours de précipitations en janvier et 6,8 jours en juillet. Pour la période 1991-2020, la température moyenne annuelle observée sur la station météorologique la plus proche, située sur la commune de Mérignac à 12 km à vol d'oiseau, est de 14,2 °C et le cumul annuel moyen de précipitations est de 924,9 mm,. Pour l'avenir, les paramètres climatiques de la commune estimés pour 2050 selon différents scénarios d’émission de gaz à effet de serre sont consultables sur un site dédié publié par Météo-France en novembre 2022.

## Urbanisme

### Typologie
Au 1er janvier 2024, Bassens est catégorisée centre urbain intermédiaire, selon la nouvelle grille communale de densité à sept niveaux définie par l'Insee en 2022.
Elle appartient à l'unité urbaine de Bordeaux, une agglomération intra-départementale regroupant 73  communes, dont elle est une commune de la banlieue,,. Par ailleurs la commune fait partie de l'aire d'attraction de Bordeaux, dont elle est une commune de la couronne,. Cette aire, qui regroupe 275 communes, est catégorisée dans les aires de 700 000 habitants ou plus (hors Paris),.

### Occupation des sols

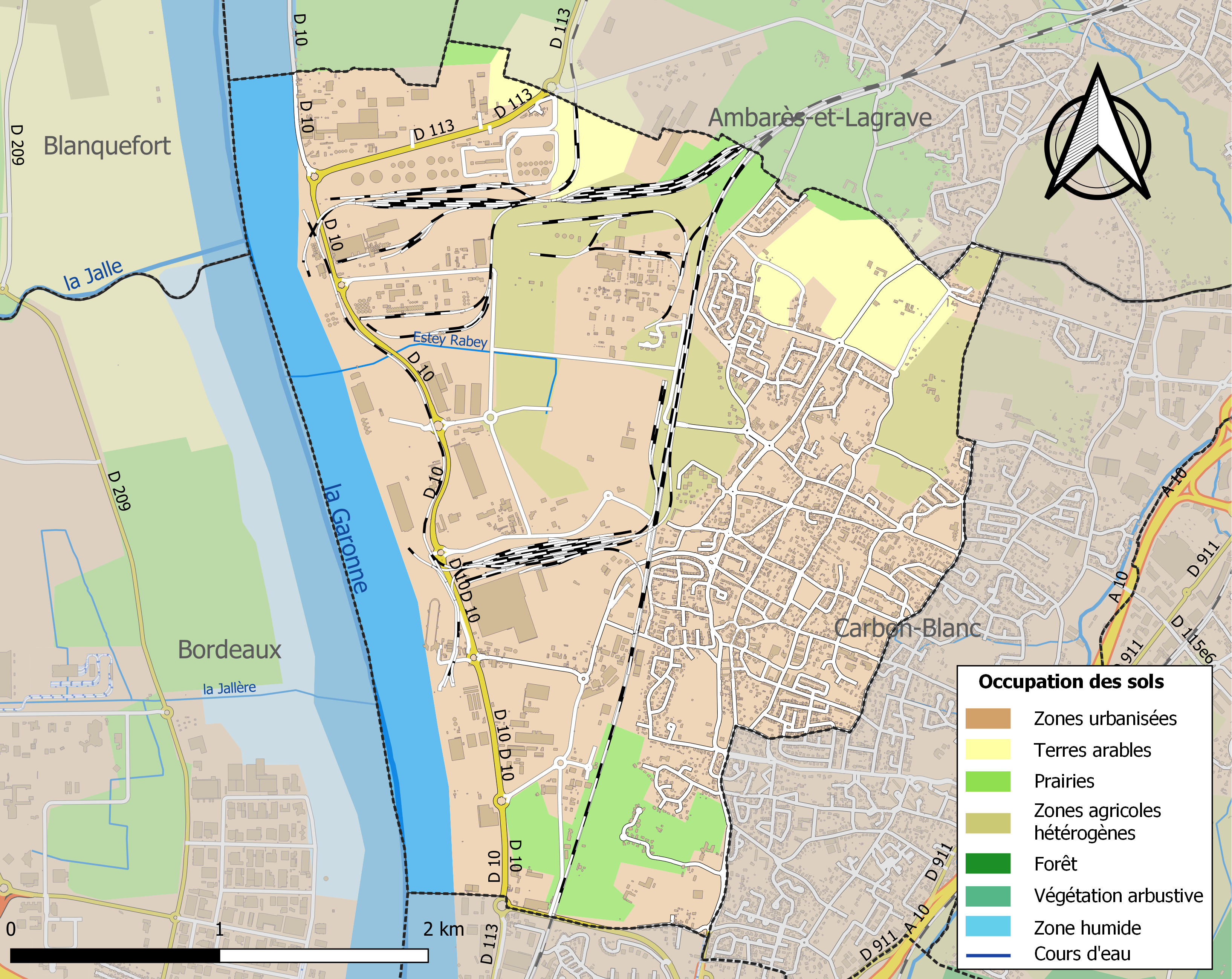
Carte des infrastructures et de l'occupation des sols de la commune en 2018 (CLC).

L'occupation des sols de la commune, telle qu'elle ressort de la base de données européenne d’occupation biophysique des sols Corine Land Cover (CLC), est marquée par l'importance des territoires artificialisés (65,8 % en 2018), en augmentation par rapport à 1990 (55,1 %). La répartition détaillée en 2018 est la suivante : 
zones industrielles ou commerciales et réseaux de communication (39,9 %), zones urbanisées (25,9 %), zones agricoles hétérogènes (12,1 %), eaux continentales (9,8 %), prairies (6,4 %), cultures permanentes (4,3 %), terres arables (1,6 %). L'évolution de l’occupation des sols de la commune et de ses infrastructures peut être observée sur les différentes représentations cartographiques du territoire : la carte de Cassini (XVIIIe siècle), la carte d'état-major (1820-1866) et les cartes ou photos aériennes de l'IGN pour la période actuelle (1950 à aujourd'hui).

### Voies de communication et transports

#### Voies de communication
La mise en service, en 1967, du pont suspendu d'Aquitaine a facilité considérablement les liaisons vers le centre de Bordeaux.

#### TER Nouvelle-Aquitaine

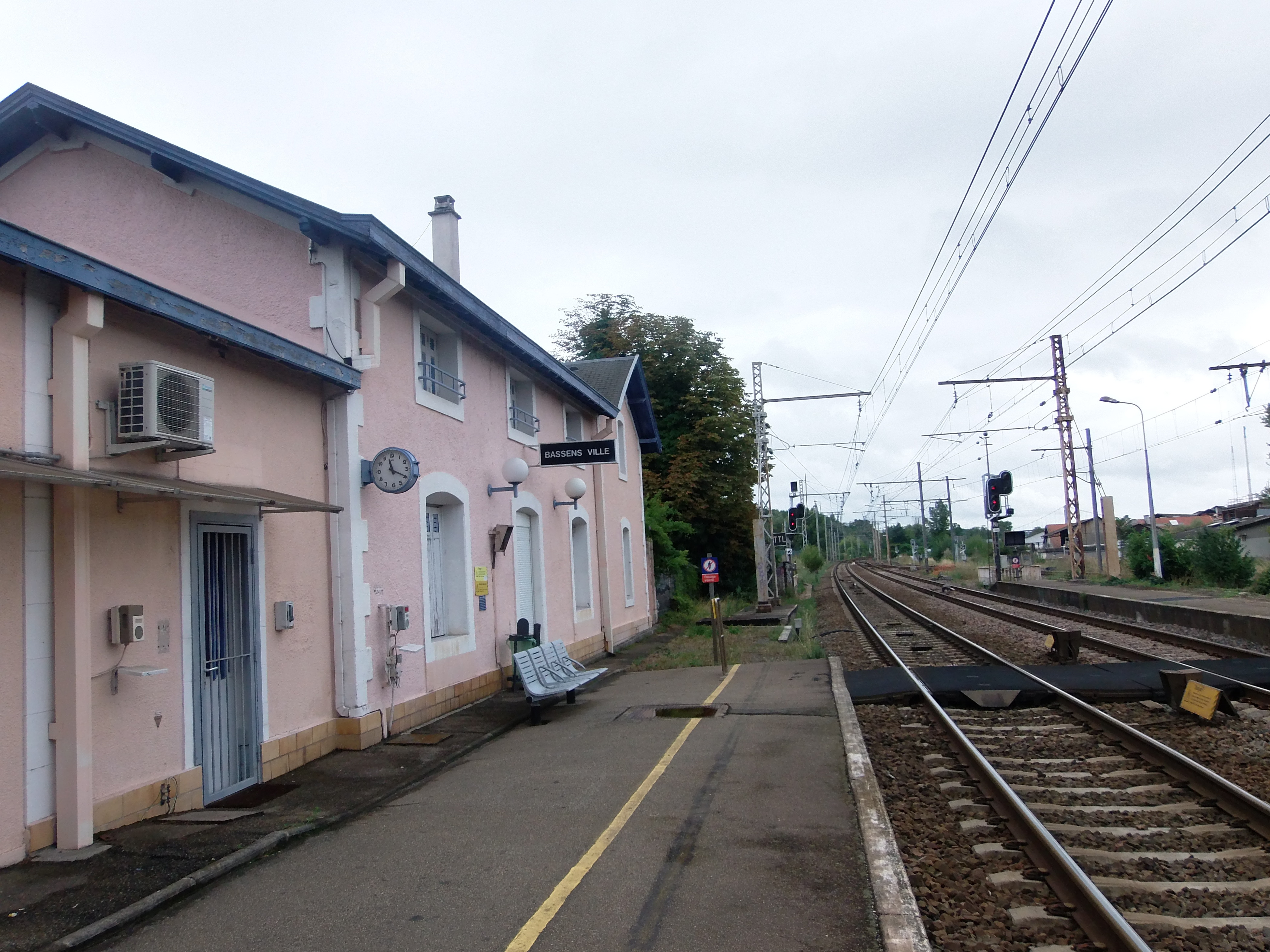
Gare de Bassens.

La ville possède une gare (gare de Bassens) située sur la ligne de Paris-Austerlitz à Bordeaux-Saint-Jean et desservie par le TER Nouvelle-Aquitaine. La gare est desservie par la ligne 16 Bordeaux-Angoulême.

#### Réseau TBM actuel
Bassens est desservie par les lignes TBM suivantes:
- (arrêt-terminus La Gardette)
- 7 31 50 90 91 92 93 94 96

#### Réseau TBM à compter du 4 septembre 2023
Le réseau TBM évoluant au 4 septembre 2023, Bassens sera desservie par les lignes TBM suivantes:
- (arrêt-terminus La Gardette)
- 7 - 29 - 31 - 53 - 57 - 60 - 61 - FlexGare

#### Réseau Trans Gironde
Le réseau de transports TransGironde ne dessert pas la commune.

#### Réseau cyclable
Il a fait l'objet d'une étude de l'A'urba en 2009.

### Risques majeurs
Le territoire de la commune de Bassens est vulnérable à différents aléas naturels : météorologiques (tempête, orage, neige, grand froid, canicule ou sécheresse), inondations, mouvements de terrains et séisme (sismicité faible). Il est également exposé à un risque technologique,  et  le risque industriel. Un site publié par le BRGM permet d'évaluer simplement et rapidement les risques d'un bien localisé soit par son adresse soit par le numéro de sa parcelle.

#### Risques naturels
La commune fait partie du territoire à risques importants d'inondation (TRI) de Bordeaux, regroupant les 28 communes concernées par un risque de submersion marine ou de débordement de la Garonne, un des 18 TRI qui ont été arrêtés fin 2012 sur le bassin Adour-Garonne. Les crues significatives qui se sont produites au XXe siècle, avec plus de 6,70 m mesurés au marégraphe de Bordeaux sont celles du 27 décembre 1999 (7,05 m, débit de la Garonne de 700 m3/s), du 13 décembre 1981 (6,85 m, 1500 à 2 000 m3/s), du 19 mars 1988 (6,84 m, 4 000 m3/s), du 7 février 1996 (6,77 m, 1 000 m3/s) et du 28 avril 1998 (6,73 m, 2 700 m3/s). Au XXIe siècle, ce sont celles liées à la tempête Xynthia du 28 février 2010 (6,92 m, 816 m3/s) et du 31 janvier 2014 (6,9 m, 2500 à 3 000 m3/s). Des cartes des surfaces inondables ont été établies pour trois scénarios : fréquent (crue de temps de retour de 10 ans à 30 ans), moyen (temps de retour de 100 ans à 300 ans) et extrême (temps de retour de l'ordre de 1 000 ans, qui met en défaut tout système de protection). La commune a été reconnue en état de catastrophe naturelle au titre des dommages causés par les inondations et coulées de boue survenues en 1982, 1984, 1986, 1987, 1999, 2009 et 2013,.
Les mouvements de terrains susceptibles de se produire sur la commune sont des affaissements et effondrements liés aux cavités souterraines (hors mines) et des tassements différentiels. Par ailleurs, afin de mieux appréhender le risque d’affaissement de terrain, l'inventaire national des cavités souterraines permet de localiser celles situées sur la commune.

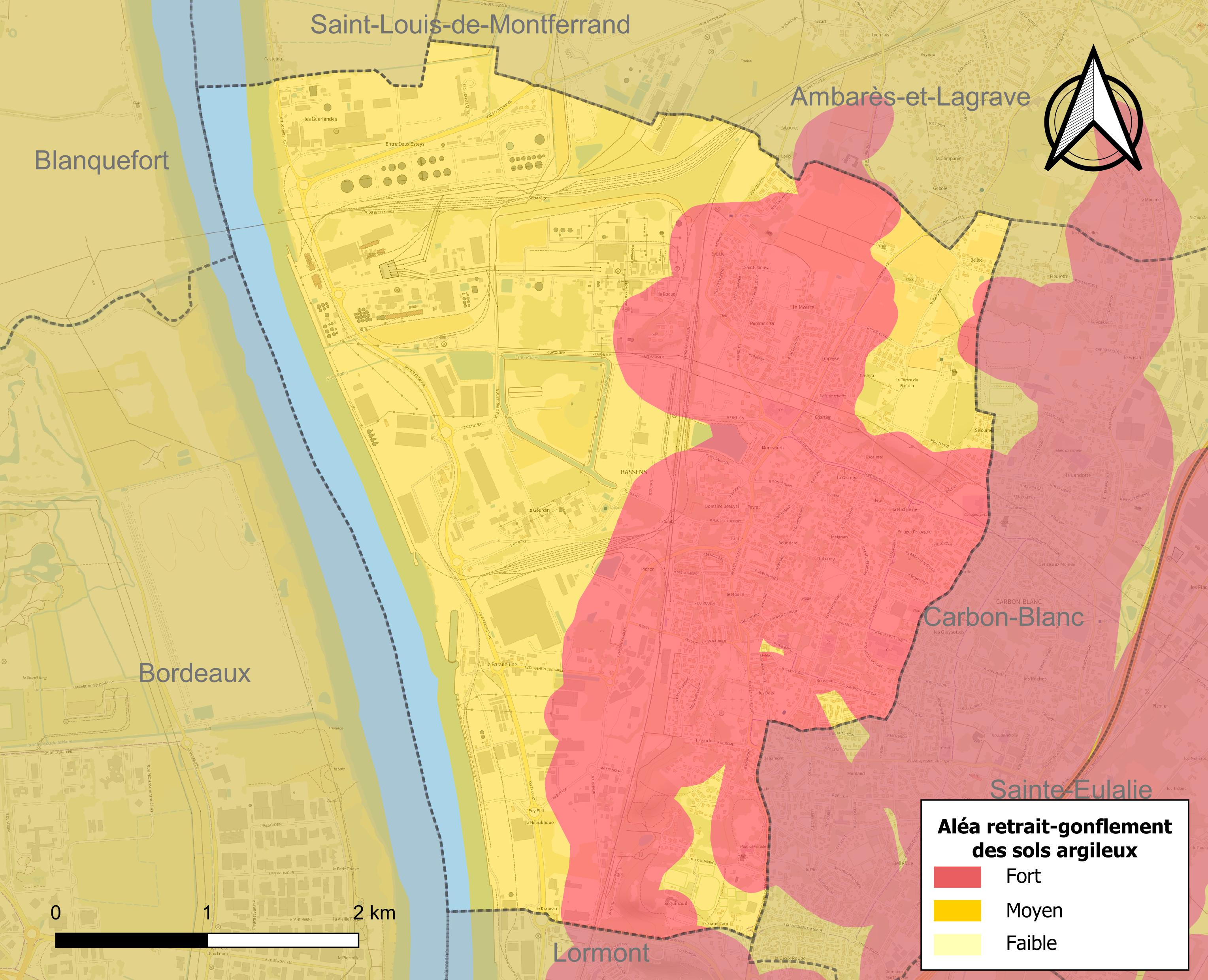
Carte des zones d'aléa retrait-gonflement des sols argileux de Bassens.

Le retrait-gonflement des sols argileux est susceptible d'engendrer des dommages importants aux bâtiments en cas d’alternance de périodes de sécheresse et de pluie. 94,2 % de la superficie communale est en aléa moyen ou fort (67,4 % au niveau départemental et 48,5 % au niveau national). Sur les 2 133 bâtiments dénombrés sur la commune en 2019,  2 133 sont en aléa moyen ou fort, soit 100 %, à comparer aux 84 % au niveau départemental et 54 % au niveau national. Une cartographie de l'exposition du territoire national au retrait gonflement des sols argileux est disponible sur le site du BRGM,.
Par ailleurs, afin de mieux appréhender le risque d’affaissement de terrain, l'inventaire national des cavités souterraines permet de localiser celles situées sur la commune.

#### Risques technologiques
La commune est exposée au risque industriel du fait de la présence sur son territoire d'une entreprise soumise à la directive européenne SEVESO.

## Toponymie
Formes anciennes du nom : Bassenxs, Bacenxs ou Bassenx au XIVe siècle,, Bassens en 1793 et 1801, Bassens-Carbon-Blanc entre 1806 et 1853, puis Bassens. Le nom du lieu provient de Bassing (domaine de Basso), de Basso et du suffixe -ing indiquant une propriété.
Gentilé : les habitants de la commune sont appelés Bassenais, Bassenaise.

## Histoire
Les premiers habitats, préhistoriques et gallo-romains, se concentrent autour de l'église et le long de la Garonne. L'ancienne voie romaine vers Blaye, le "chemin de la Vie" traversait les marais, d'après l'érudit F. Jouannet. Léo Drouyn en a donné des coupes et des plans. Une nécropole mérovingienne a été redécouverte sur le site de l'église Saint-Pierre.
Bassens subit l'influence économique de la ville de Bordeaux dès l'Antiquité,.
Au Moyen Âge, c'est le siège de la baronnie de Montferrand. On y cultive la vigne. Un four de tuilier médiéval a été découvert en 1887 au château Pommerol.
Bassens est un lieu de résidence de parlementaires et négociants bordelais. Nobles, bourgeois, négociants et armateurs bordelais y font construire de belles demeures aux XVIIIe et XIXe siècles,.
Entre 1801 et 1806, la commune est réunie à celle de Carbon-Blanc sous le nom de Bassens-Carbon-Blanc. Les deux communes sont séparées en 1853,.
Le port est aménagé au début du XXe siècle : la construction de quais verticaux reliés à la voie ferrée Bordeaux-Paris est effectuée en 1915. Ces quais sont équipés de dix postes de navire et d'une vingtaine de grues.
Au cours de la Première Guerre mondiale, l'armée américaine s'implante dans la partie basse de Bassens pour y construire un nouveau port : à ce niveau de la Garonne, le site peut accueillir des installations portuaires en eaux profondes (chenal de 11 m). Elle y réalise un appontement en 1917 pour le débarquement de ses troupes et de son matériel : 8 000 Sammies font les trois-huit pour développer le « New Bassens », un appontement formé de deux estacades réunies par une passerelle pour dix postes d'accostage. Le quai américain comporte des docks et des camps ainsi qu'un hangar frigorifique. Les installations accueillent près de 700 navires jusqu'en 1919. Certaines de ces infrastructures sont encore utilisées de nos jours,,.

Quai de l'armée américaine
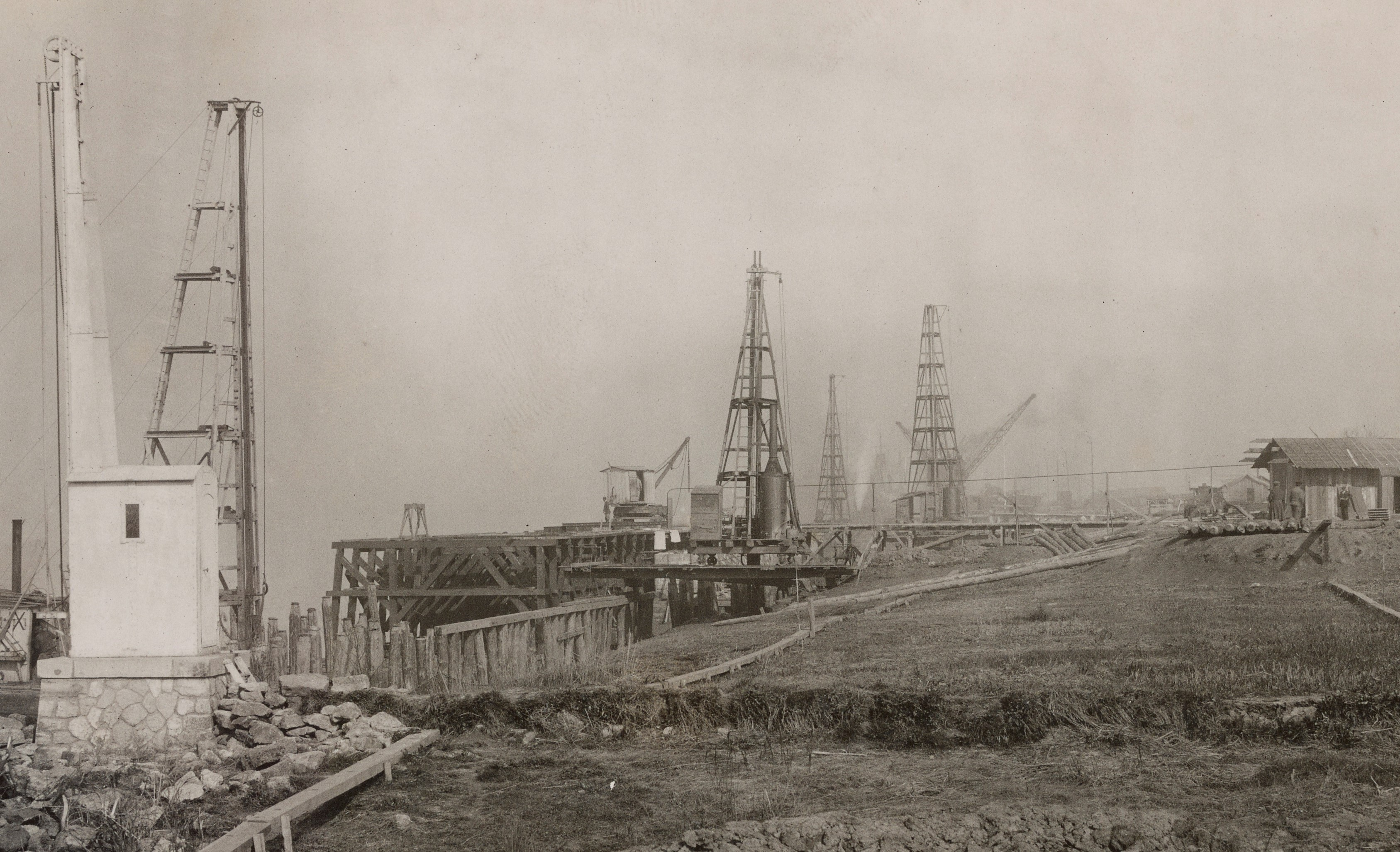
Construction des quais de Bassens pour l'armée américaine, 8 mars 1918.
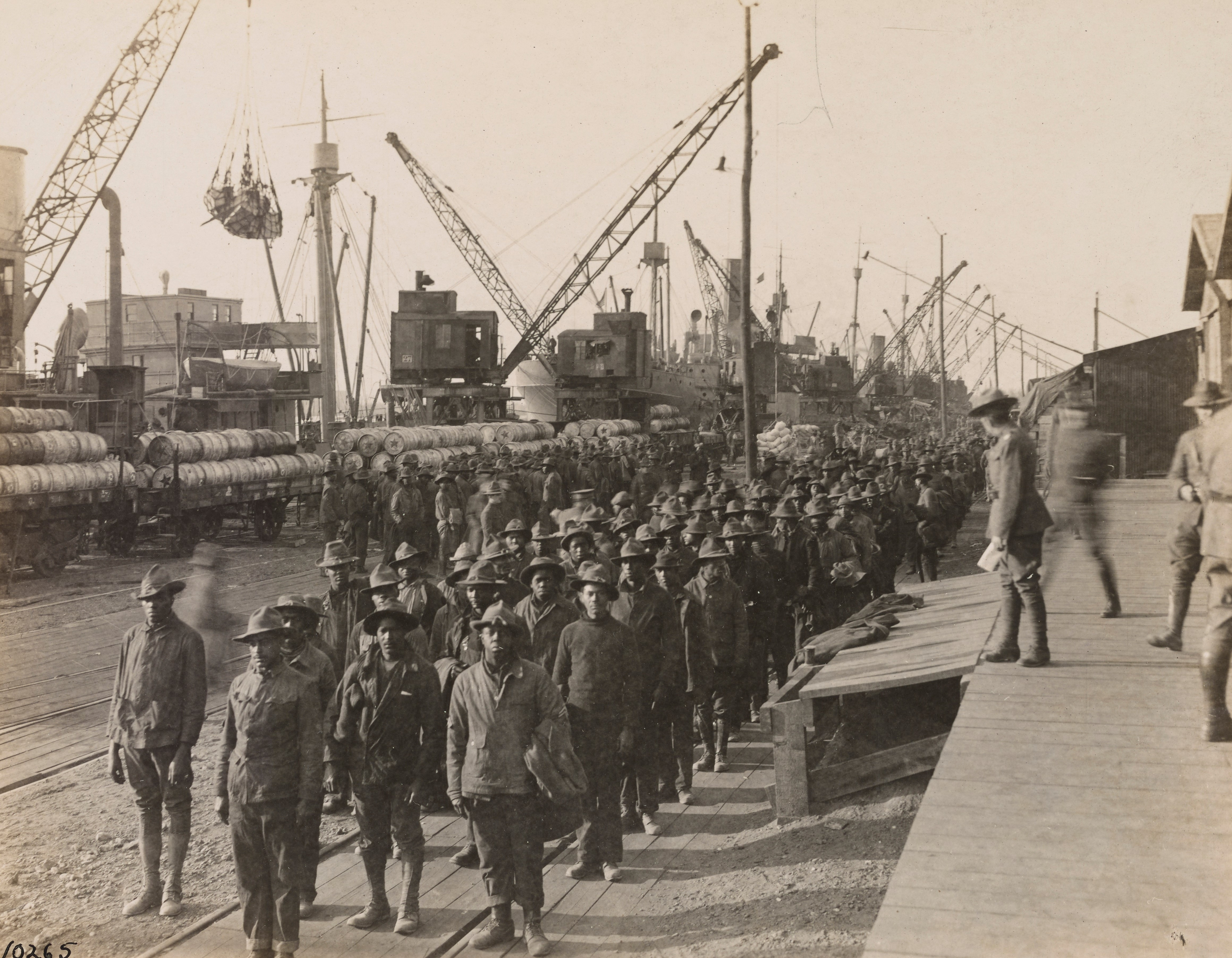
Régiment de manutentionnaires (stevedores regiment), avril 1918.
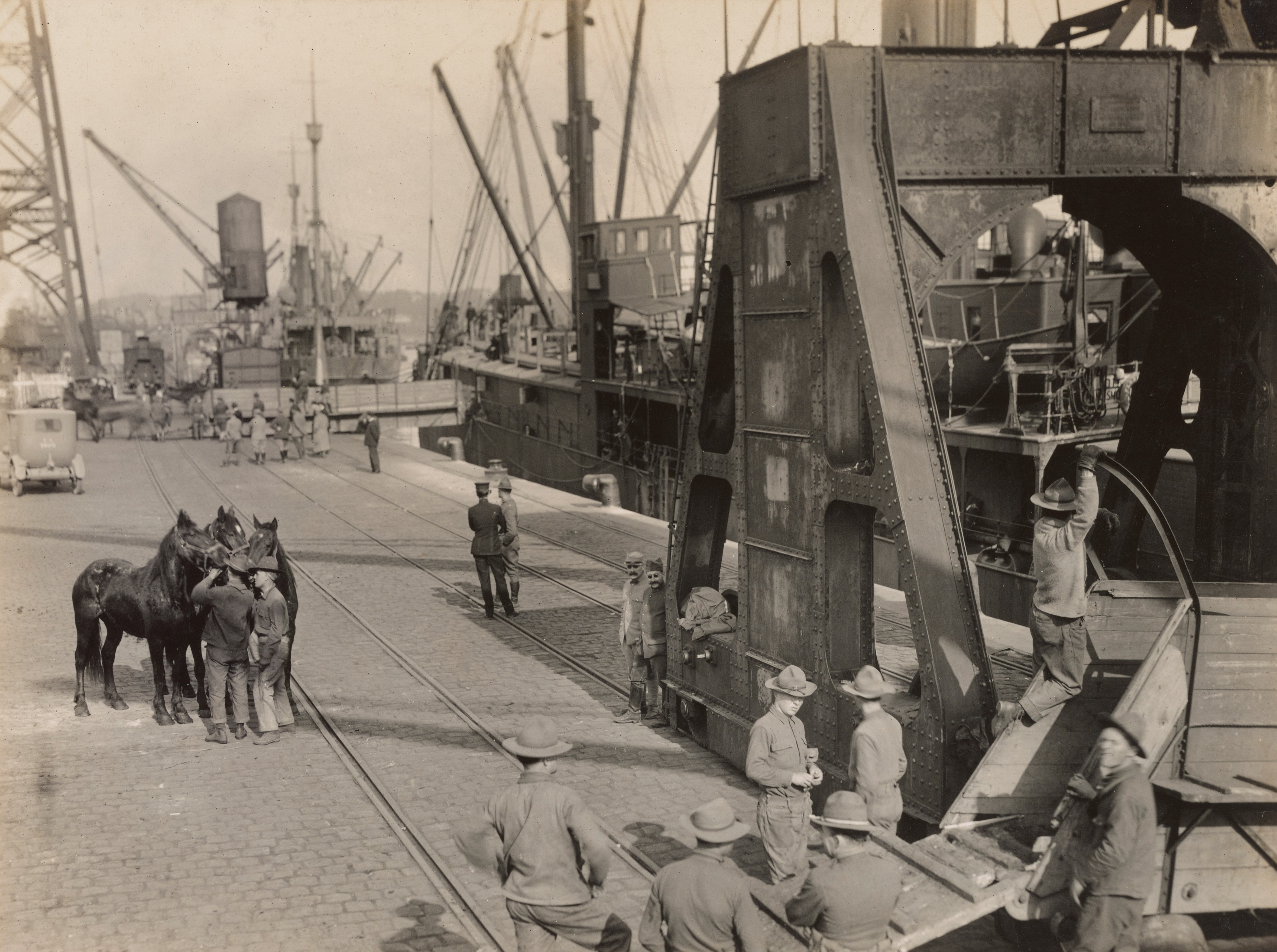
Déchargement de mules et chevaux, avril 1918.
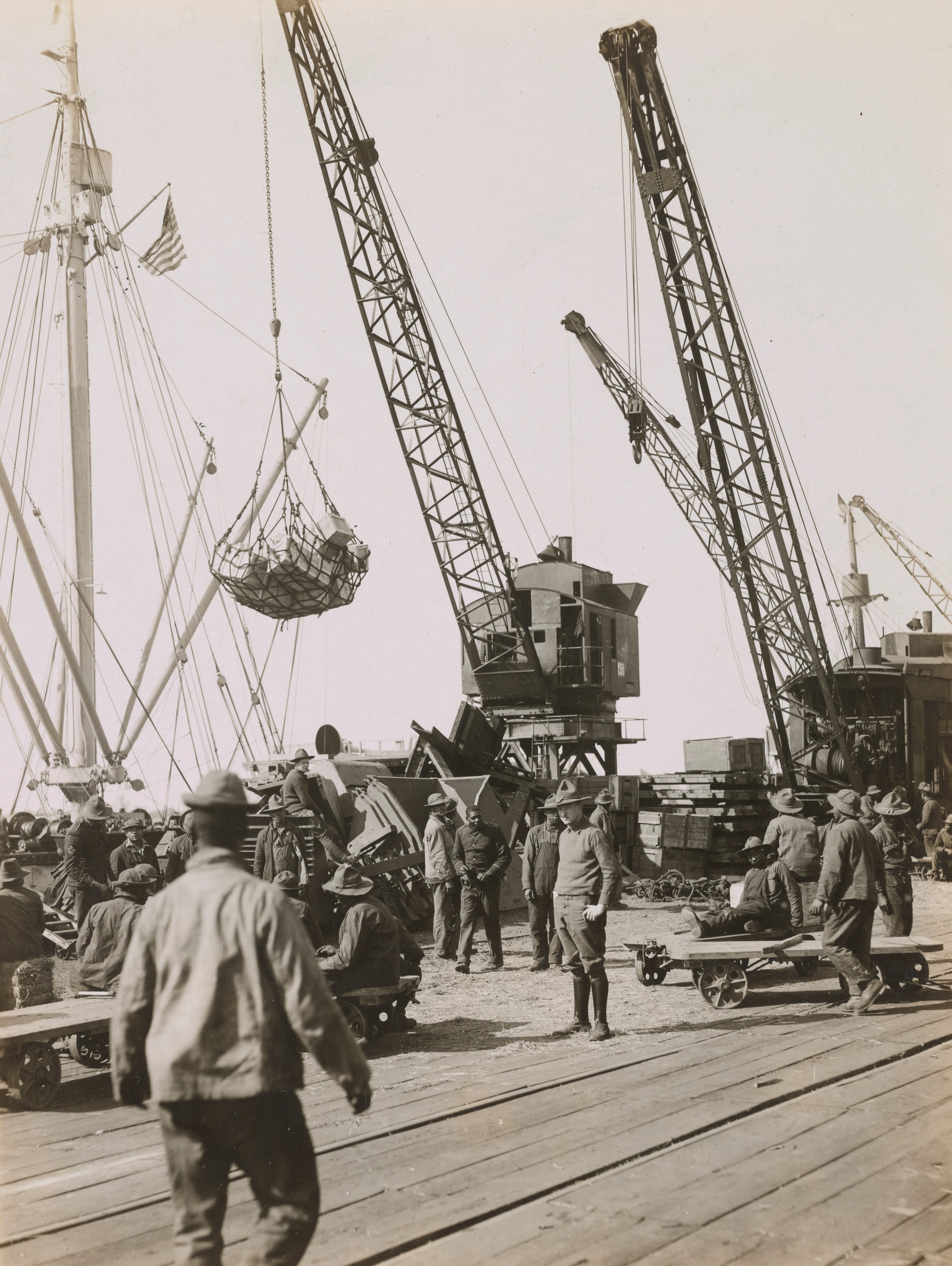
Déchargement de marchandises en boîtes, avril 1918.
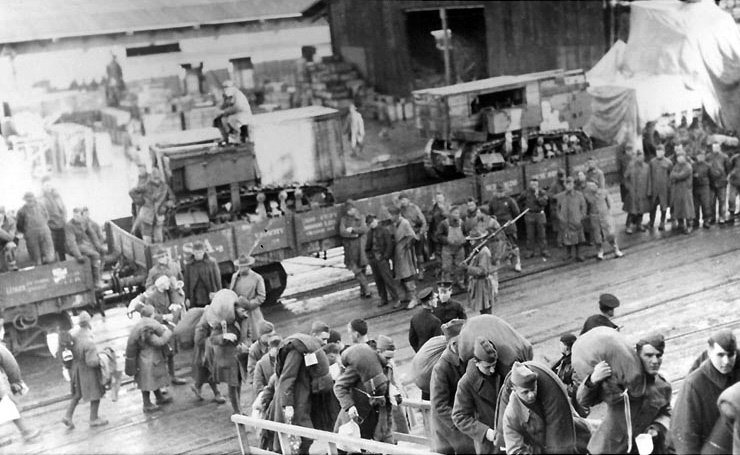
Embarquement de soldats américains en 1918.
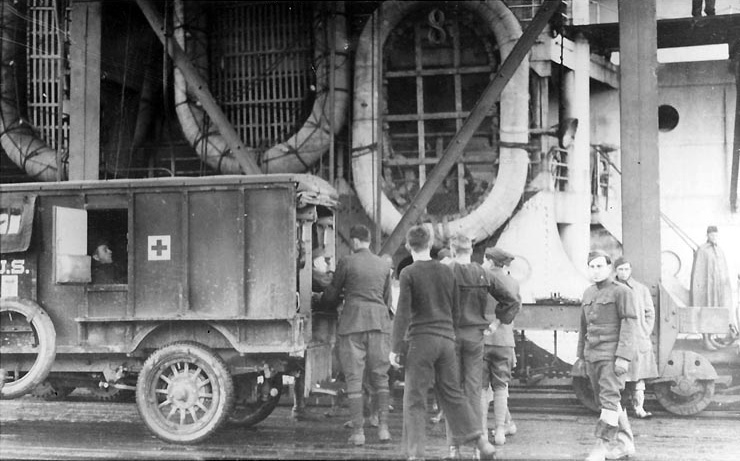
Transfert de blessés à bord d'un navire en 1918.
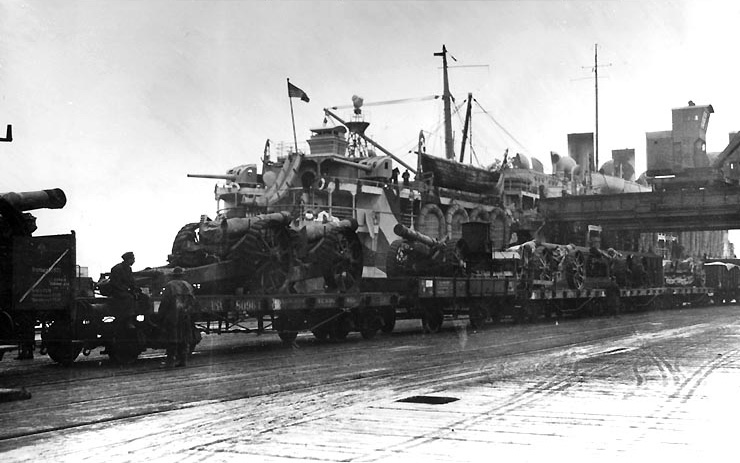
Canons sur wagons plats aux quais de l'armée américaine en 1919.
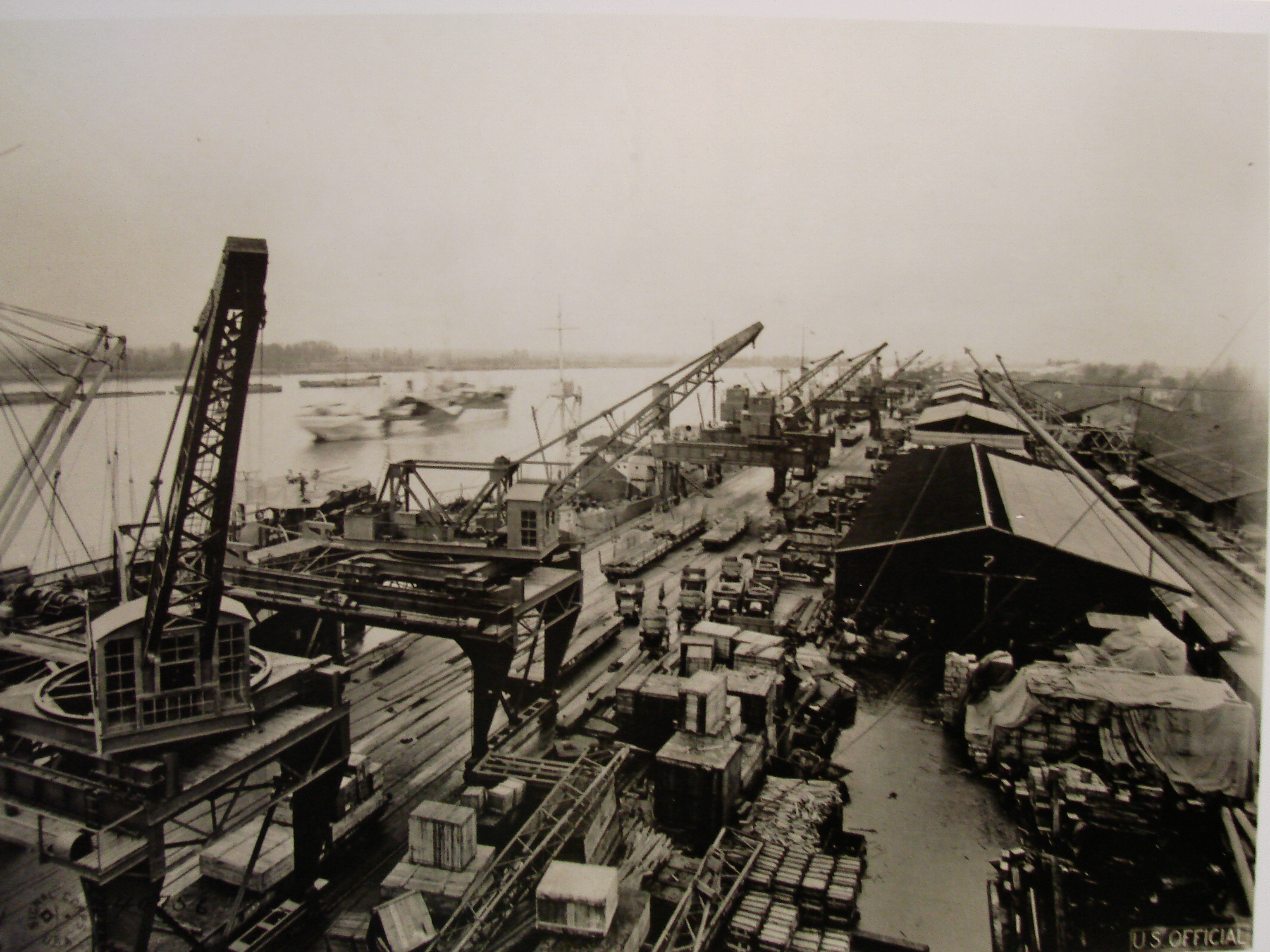
Les infrastructures portuaires construites par l'armée américaine.

Des quais en maçonnerie sont édifiés entre 1925 et 1930 : des entrepôts pour les produits pétroliers et des hangars pour les bois coloniaux y sont construits.
Dans les années 1980 un remaniement général modifie la disposition des postes d'accostages. Un bassin de radoub est établi à la Baranquine.

## Politique et administration

### Administration municipale

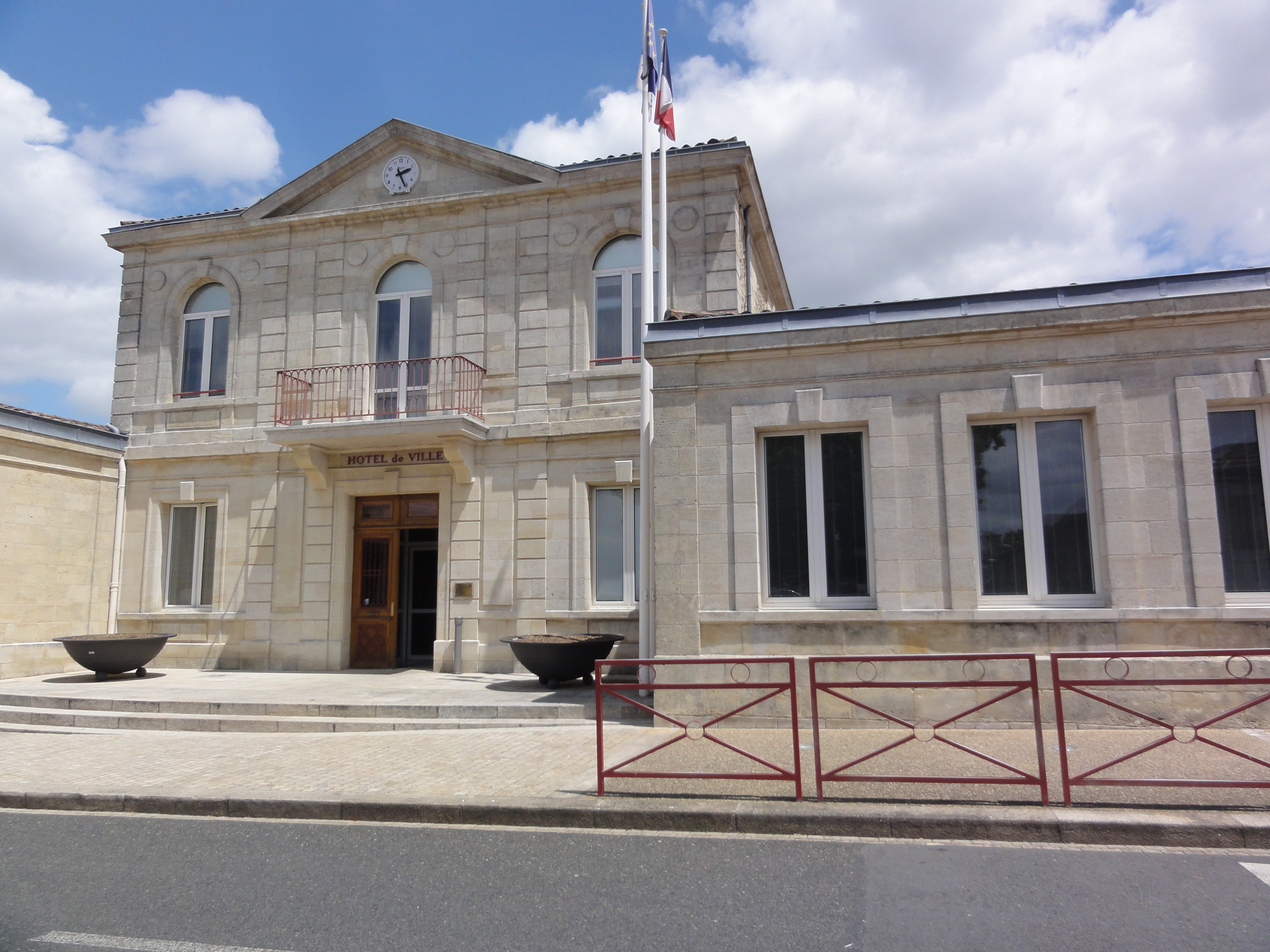
Hôtel-de-ville de Bassens.

La commune a été érigée en municipalité en 1793. Le conseil municipal est composé de 29 élus, et comprend huit adjoints.
| Période                                  | Période      | Identité                       | Étiquette | Qualité                                    |
| ---------------------------------------- | ------------ | ------------------------------ | --------- | ------------------------------------------ |
| Les données manquantes sont à compléter. |              |                                |           |                                            |
| 1790                                     | 1791         | Jacques Lassegue               |           |                                            |
| 1791                                     | 1792         | Elie Payraud                   |           | Boulanger puis agriculteur et propriétaire |
| (...)                                    |              |                                |           |                                            |
| ?                                        |              | M. Mayaudon                    |           | Médecin                                    |
| (...)                                    |              |                                |           |                                            |
| 1922                                     | 1925         | Jules Cormier                  |           |                                            |
| (...)                                    |              |                                |           |                                            |
| 1965                                     | 1977         | Henri Chassaing                | PCF       | Ouvrier                                    |
| 1977                                     | 1988 (décès) | Jacques Étourneaud (1933-1988) | PS        |                                            |
| 1988                                     | mars 2001    | Jean Priol                     | PS        |                                            |
| mars 2001                                | mai 2020     | Jean-Pierre Turon              | PS        | Retraité de l'enseignement                 |
| mai 2020                                 | En cours     | Alexandre Rubio                | PS        | Conseiller métropolitain délégué           |

### Politique de développement durable
La commune a engagé une politique de développement durable en lançant une démarche d'Agenda 21.

### Politique environnementale
Dans son palmarès 2024, le Conseil national de villes et villages fleuris de France a attribué deux fleurs à la commune.

### Intercommunalité

Bassens au sein de la Bordeaux Métropole.

La commune est intégrée à l'établissement public de coopération intercommunale de Bordeaux Métropole.
La piscine intercommunale est gérée par le syndicat intercommunal Bassens/Carbon-Blanc.

### Autres circonscriptions

Situation du canton de Lormont dans l'arrondissement de Bordeaux en 2014.

La commune de Bassens fait partie jusqu'en 2014 du canton de Lormont de l'arrondissement de Bordeaux. Dans le cadre de la réforme territoriale, entrée en vigueur à l'occasion des élections départementales de 2015, un nouveau découpage territorial pour le département de la Gironde est défini par le décret du 20 février 2014. Bien qu'il soit remodelé, la commune demeure dans le canton de Lormont,.

### Instances judiciaires
Il n'y a pas d'administration judiciaire sur la commune. Le Tribunal d'instance, le Tribunal de grande instance, le Tribunal pour enfants, le Tribunal de commerce, le Conseil des prud'hommes et le Tribunal paritaire des baux ruraux se trouvent à Bordeaux, de même que la Cour d'appel, la Cour d'assises, le Tribunal administratif et la Cour administrative d'appel.

### Jumelages
| Bassens a développé des associations de jumelage avec, : - Kleinostheim (Allemagne) depuis 1980 ; - Bassens, Savoie (France) depuis 1982 ; - Suances (Espagne) depuis 1992. | \| Bassens (33) Bassens (73) Suances Kleinostheim \| |
| Bassens (33) Bassens (73) Suances Kleinostheim |                                                      |

## Population et société

### Démographie
L'évolution du nombre d'habitants est connue à travers les recensements de la population effectués dans la commune depuis 1793. Pour les communes de moins de 10 000 habitants, une enquête de recensement portant sur toute la population est réalisée tous les cinq ans, les populations de référence des années intermédiaires étant quant à elles estimées par interpolation ou extrapolation. Pour la commune, le premier recensement exhaustif entrant dans le cadre du nouveau dispositif a été réalisé en 2008.

En 2022, la commune comptait 8 132 habitants, en évolution de +13,72 % par rapport à 2016 (Gironde : +6,91 %, France hors Mayotte : +2,11 %).
| 1793  | 1800  | 1806  | 1821  | 1831  | 1836  | 1841  | 1846  | 1851  |
| ----- | ----- | ----- | ----- | ----- | ----- | ----- | ----- | ----- |
| 2 165 | 1 910 | 1 890 | 1 839 | 1 900 | 1 894 | 1 869 | 1 853 | 1 996 |

| 1856  | 1861  | 1866  | 1872  | 1876  | 1881  | 1886  | 1891  | 1896  |
| ----- | ----- | ----- | ----- | ----- | ----- | ----- | ----- | ----- |
| 1 144 | 1 193 | 1 259 | 1 281 | 1 241 | 1 228 | 1 202 | 1 216 | 1 172 |

| 1901  | 1906  | 1911  | 1921  | 1926  | 1931  | 1936  | 1946  | 1954  |
| ----- | ----- | ----- | ----- | ----- | ----- | ----- | ----- | ----- |
| 1 214 | 1 164 | 1 157 | 1 941 | 2 589 | 2 455 | 2 309 | 2 194 | 2 967 |

| 1962  | 1968  | 1975  | 1982  | 1990  | 1999  | 2006  | 2008  | 2013  |
| ----- | ----- | ----- | ----- | ----- | ----- | ----- | ----- | ----- |
| 3 396 | 4 841 | 6 133 | 6 595 | 6 472 | 6 978 | 6 694 | 6 618 | 6 991 |

| 2018  | 2022  | - | - | - | - | - | - | - |
| ----- | ----- | - | - | - | - | - | - | - |
| 7 404 | 8 132 | - | - | - | - | - | - | - |

### Enseignement
Située dans l'académie de Bordeaux, on trouve plusieurs établissements scolaires à Bassens : l'école maternelle du Bousquet, l'école maternelle Frédéric-Chopin, l'école primaire Rosa-Bonheur, l'école primaire François-Villon et le collège Manon-Cormier.
Les lycées sont sur la commune voisine de Lormont,.

### Manifestations culturelles et festivités
Bassens adhère au Grand projet des villes de la rive droite (avec Cenon, Floirac et Lormont) géré par un groupement d'intérêt économique (GIE) et, à ce titre, participe notamment à trois manifestations culturelles intercommunales :
- Le festival de bande dessinée Bulles en Haute-Garonne organisé par l’association Passage à l’art[72] ;
- Le festival des Hauts-de-Garonne en juillet dans le domaine de Beauval[73] ;
- Événement littéraire, à la rentrée, Souffles Nomades[74].

Bassens propose tous les ans une animation dans le cadre de la manifestation intercommunale Presqu'île en page, organisée par le syndicat intercommunal à vocation culturelle (SIVOC).
La médiathèque anime tout au long de l'année scolaire la manifestation de lectures partagées Entre mots, entre nous, en partenariat avec les établissements scolaires ainsi que les structures petite enfance, enfance et jeunesse de la ville.

### Santé
Quatre médecins généralistes exercent sur la commune, ainsi que six chirurgiens-dentistes, des infirmiers et des kinésithérapeutes. Les habitants disposent également sur place d'un laboratoire d'analyse de biologie médicale.
Le centre hospitalier le plus proche se situe sur l'agglomération bordelaise, c'est le centre hospitalier universitaire de Bordeaux, réparti sur trois sites dont celui de Bordeaux (groupe hospitalier Saint-André).
On trouve également une résidence pour seniors et deux maisons de retraite ; trois familles d’accueil sont conventionnées par le conseil départemental de la Gironde.

### Sports
On trouve plusieurs installations sportives sur la ville de Bassens : les terrasses du Bousquet, qui comprend une salle omnisports de 1 141 m2, la plaine des sports Griffons-Séguinaud, qui comprend plusieurs installations dont une piste d'athlétisme et un gymnase, une piscine intercommunale, gérée par le syndicat intercommunal Bassens/Carbon-Blanc, deux plateaux d'évolution, l'un de 1 250 m2 et l'autre de 1 575 m2, le terrain multisports Prévert et celui de Beauval, etc.

## Économie

### Revenus de la population et fiscalité
La médiane du revenu disponible par unité de consommation était en 2012 de 18 178 €, pour 20 388 € sur le département. 60 % des foyers fiscaux étaient imposables, pour 65 % sur le département.

### Tissu économique
Sur 531 établissements présents sur la commune à fin 2012, 1 % relevaient du secteur de l'agriculture (pour une moyenne de 11 % sur le département), 10 % du secteur de l'industrie, 13 % du secteur de la construction, 63 % de celui du commerce et des services et 13 % du secteur de l'administration et de la santé.
On trouve sur la commune un port et une zone industrielle. Cette zone industrialo-portuaire est l'un des sites d'activités économiques de l'agglomération bordelaise. Au titre du projet d'aménagement et de développement durable (PADD) de l'ancienne communauté urbaine de Bordeaux, le territoire de l'agglomération est identifié comme site d'intérêt métropolitain.

### Zone portuaire

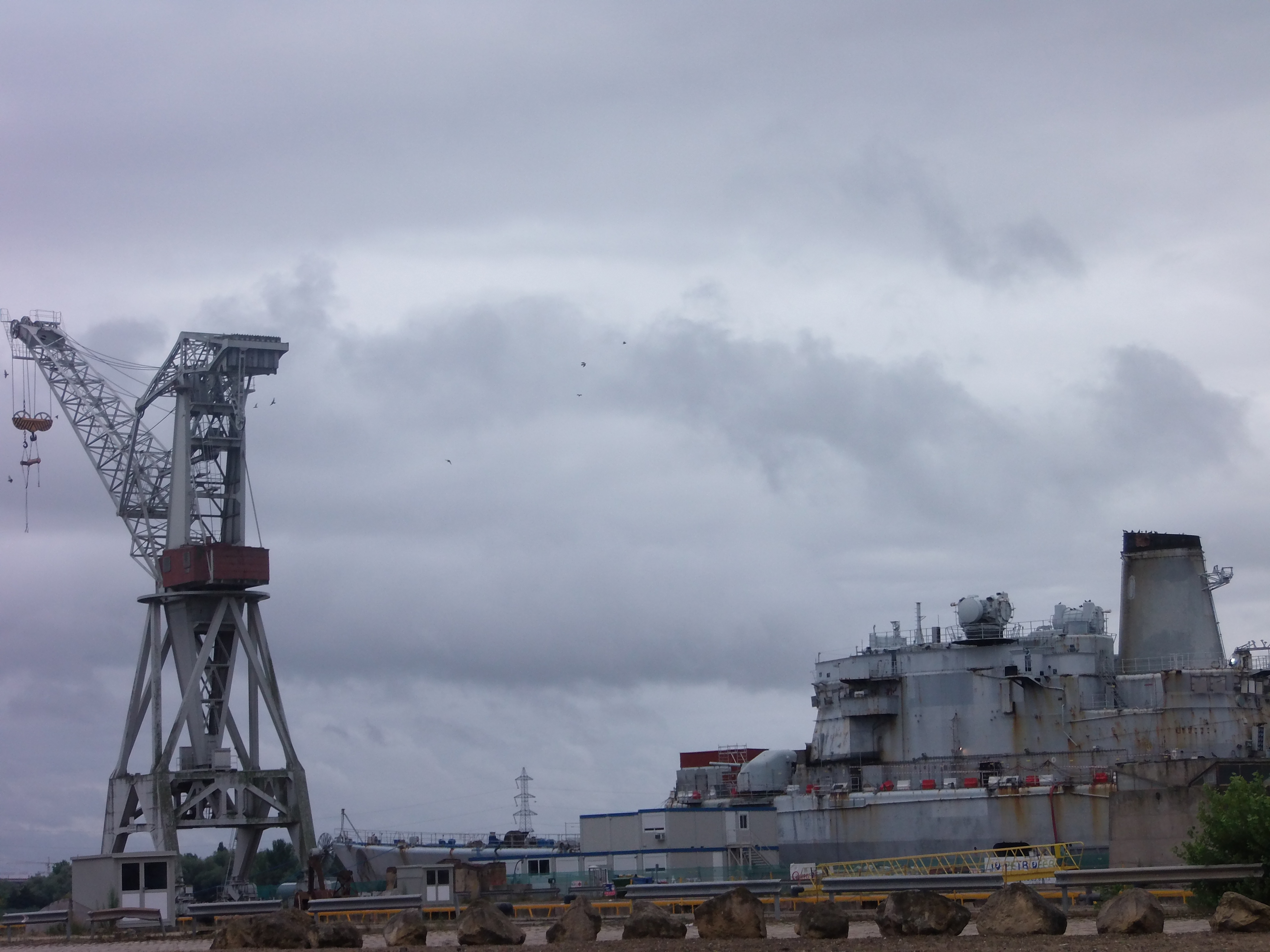
Déconstruction de la Jeanne d'Arc, août 2015.

Situé sur la rive droite de la Garonne, le port, dit terminal de Bassens, est l'une des composantes du port de Bordeaux.
En 2012, la cale sèche du port de Bassens est devenue le premier site français de démantèlement de grands navires marchands. Le premier navire à y être démantelé est le Matterhorn, un cargo de 115 mètres. La création de ce site par une filiale de Veolia Environnement est issue de la volonté française, au moment du Grenelle Environnement, de mettre en place sa propre capacité de déconstruction de grands navires marchands, activité jusqu'ici inexistante en Europe de l'Ouest, les vieux bateaux étant expédiés dans d'autres régions (à 90 % en Asie du Sud) où le démantèlement est opéré dans de mauvaises conditions environnementales et sociales. En octobre 2014, le navire école la Jeanne d'Arc est amené au port pour y être déconstruit par les entreprises Bartin Recycling et Petrofer société nouvelle, filiales du groupe Véolia,,. En juin 2016, c'est au tour du croiseur Colbert d'être accueillit à Bassens pour être démantelé.

Port de Bassens
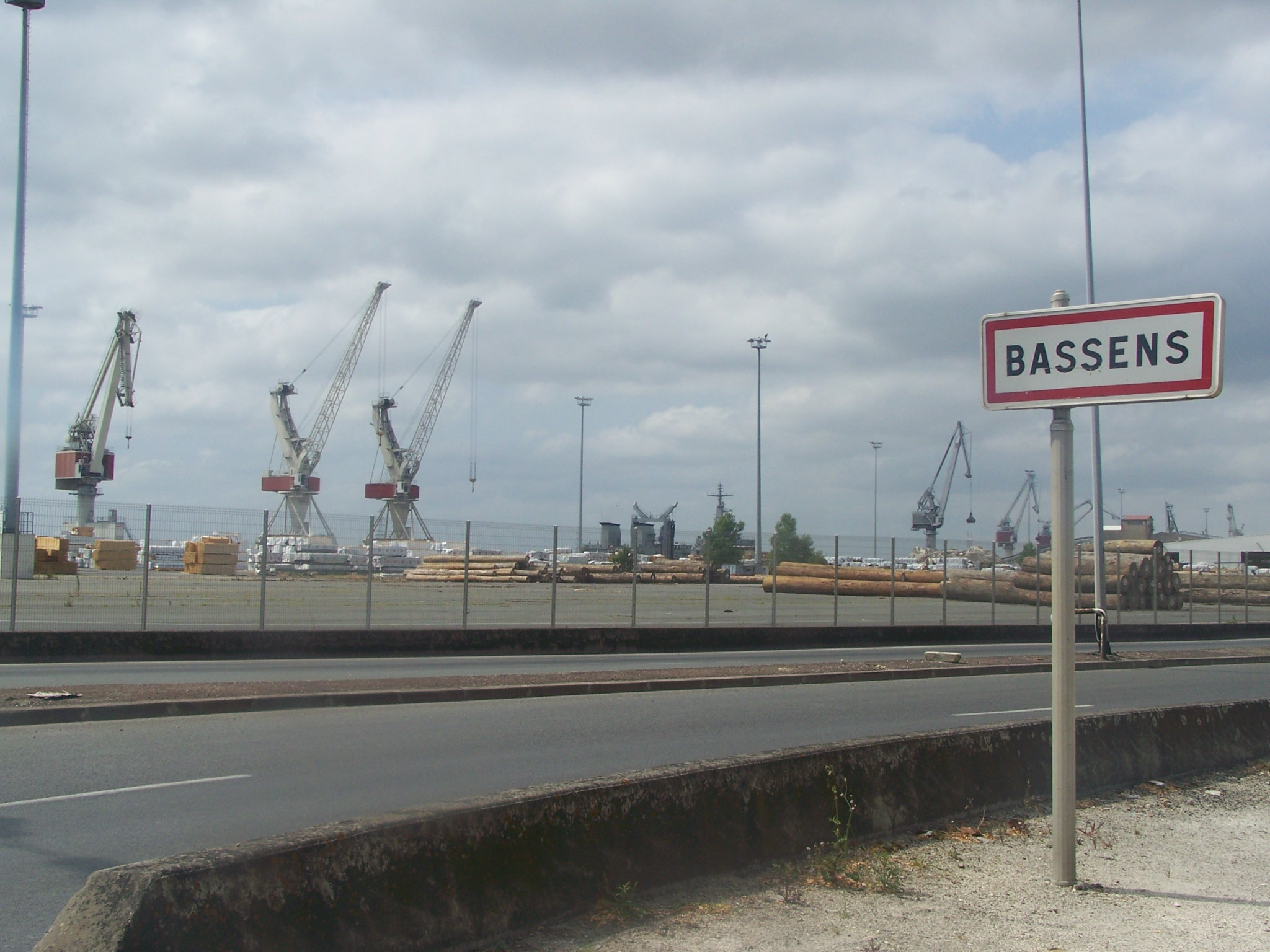
Port de Bassens.
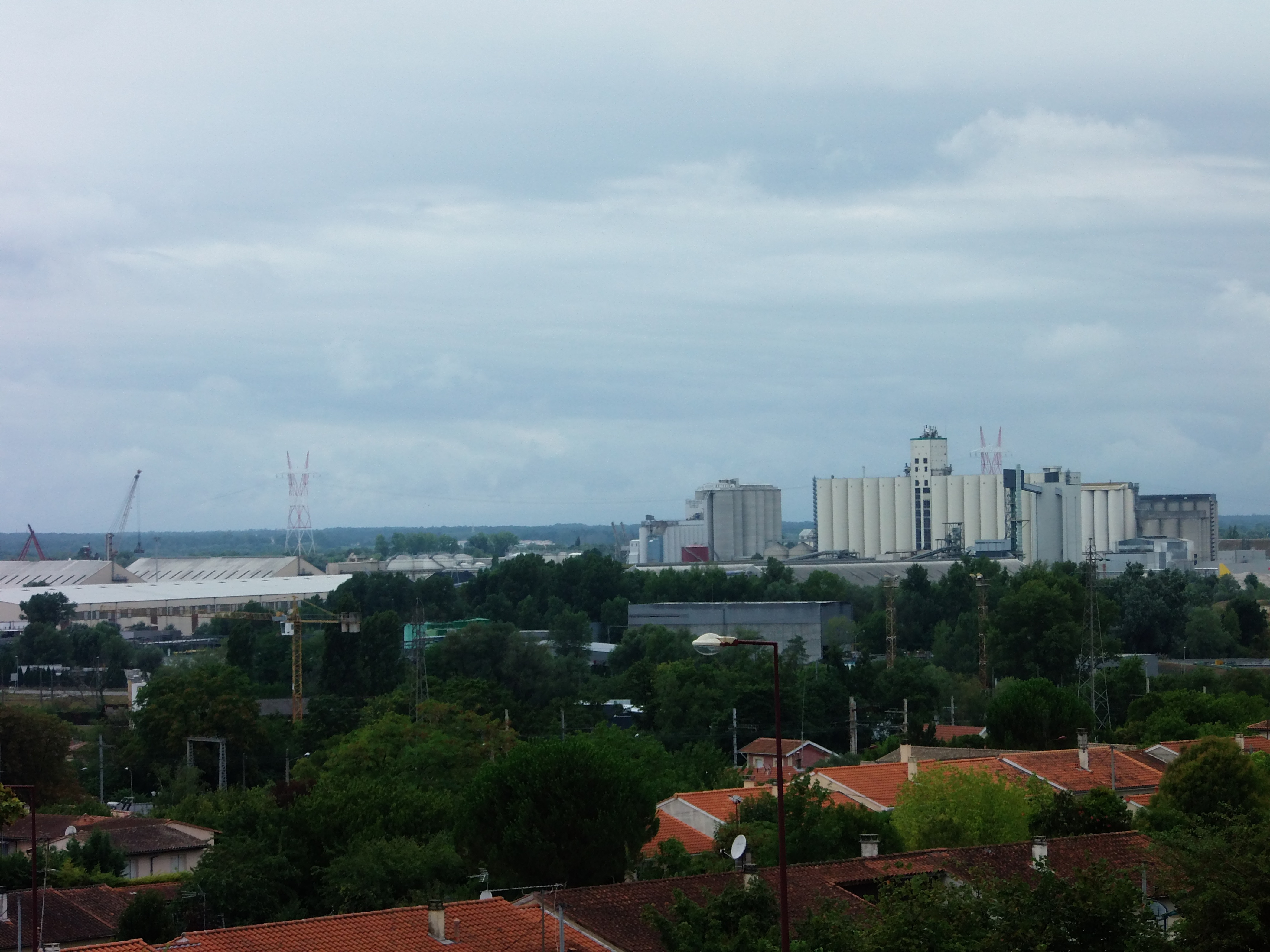
Port et zone industrielle de Bassens.
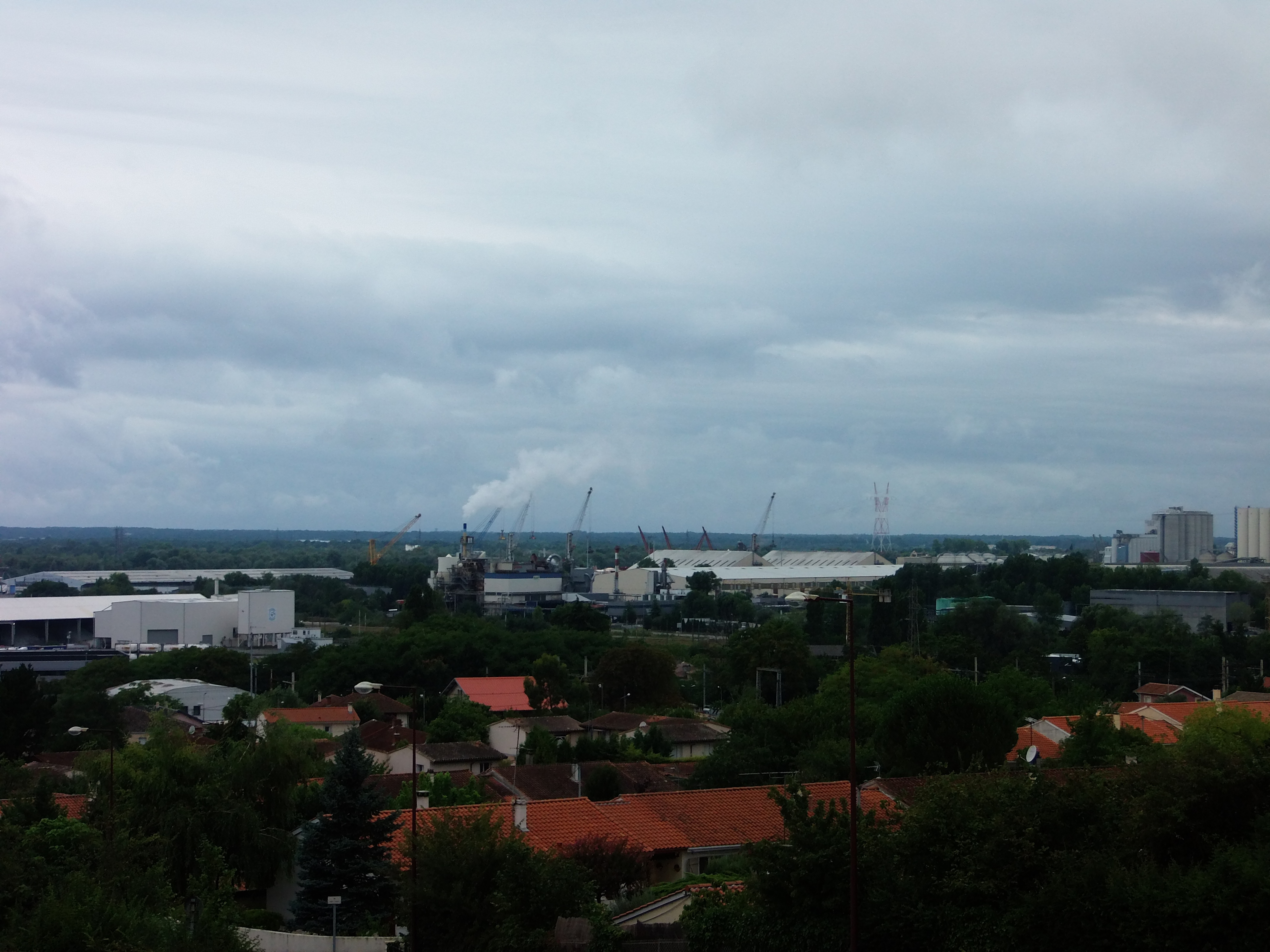
Port et zone industrielle de Bassens.
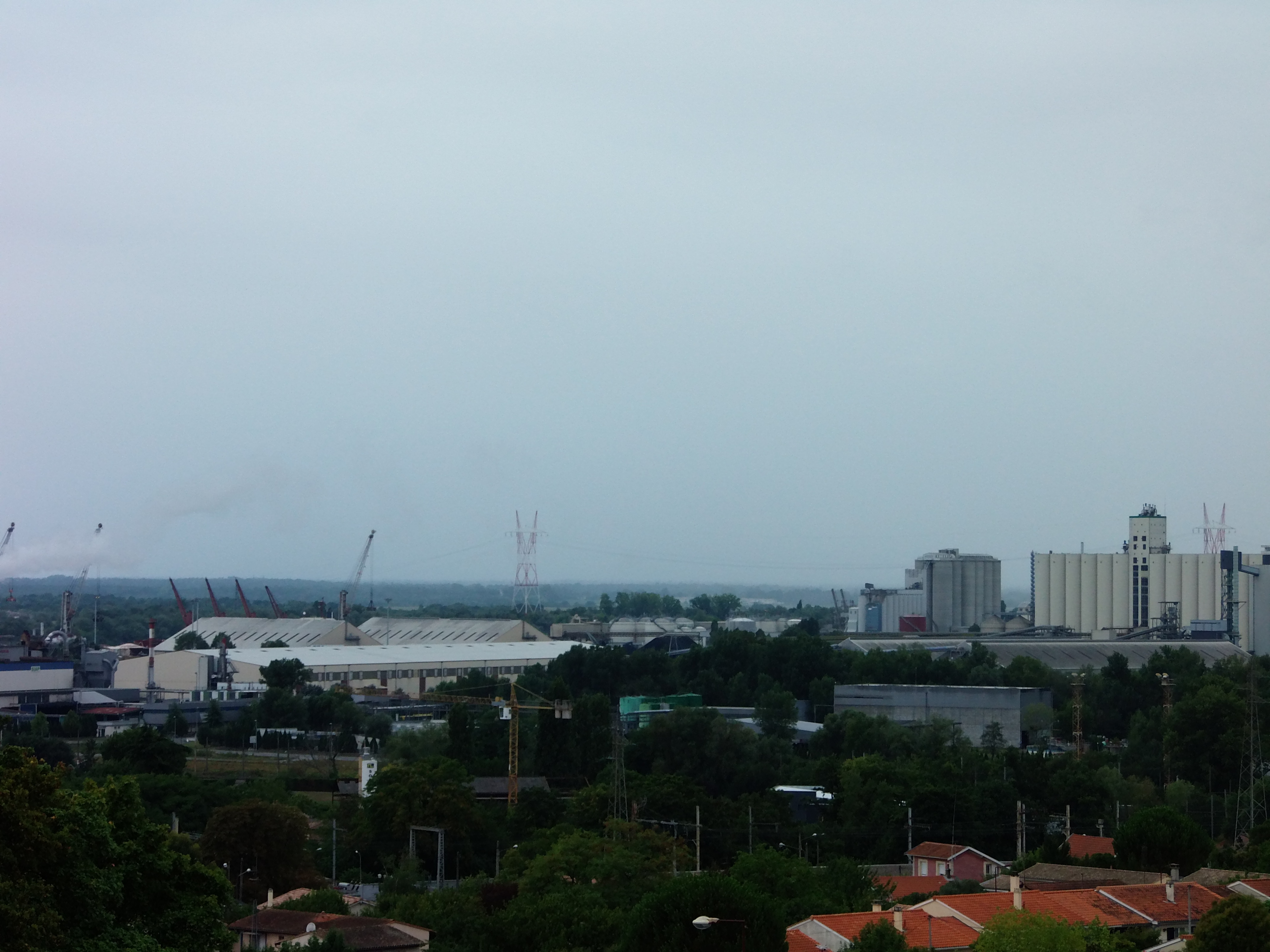
Port et zone industrielle de Bassens.

### Zone industrielle
On trouve plusieurs activités sur la zone industrielle de Bassens, comme de la production de caoutchouc synthétique (Michelin) ou de la production de tourteaux d'huile de tournesol (Saipol).
De par les activités qui se trouvent sur la zone, la commune est dans le périmètre de risques technologiques. La ville a mis en place un comité de veille et un plan communal de sauvegarde (PCS).

## Culture locale et patrimoine

### Lieux et monuments
Plusieurs édifices de la commune sont inscrits à l'inventaire général du patrimoine culturel :
- Le château de Beauval, rue du Tertre, au sommet du plateau à la limite orientale de la commune. Ensemble des XVIIIe et XIXe siècles, constitué d'un logis et d'une chapelle[96].
- Le château Pomerol, du XIXe siècle, rue Raoul-Bourdieu, au bord du plateau et au carrefour d'anciennes voies. Aujourd'hui maison de retraite[97].
- L'église Saint-Pierre, place de la Libération, à l'un des points les plus élevés du plateau et au centre du village où aboutissent les anciennes routes. Édifice des XIe, XIIe, XVe, XVIe et XIXe siècles, sur un emplacement occupé dès le VIIIe siècle[98], décor intérieur remanié à la fin du XXe siècle, clocher du XIIe siècle inscrit aux Monuments historiques[99]. Le clocher neuf conçu par l'architecte Paul Abadie a été récemment restauré ainsi que les clochetons[100].
- La ferme dite clos du Barry, rue Pasteur, des XVIIIe et XIXe siècles, située à proximité du village à un carrefour de chemins anciens. Le pavillon central donne sur une petite cour, le portail d'entrée comporte une grille ouvragée, les deux ailes en retour d'équerre servaient de dépendances[101].
- La ferme Boles, côte de la Garonne, des XVIIIe (logis et cheminées) et XIXe siècles (dépendances)[102].
- La ferme dite domaine le Bousquet, rue du Maréchal-Joffre, sur le coteau à l'extérieur du village. Édifice des XVIe, XVIIe, XVIIIe et XIXe siècles, formé d'un long bâtiment à trois corps et de deux corps de dépendances sur le côté. Une tourelle carrée s'appuie sur la façade septentrionale du logis[103].
- La ferme dite métairie de Fleur, rue du Tertre, au bord du plateau de Montferrand, du XVIe-XVIIe siècle, aujourd'hui partiellement détruite. D'après Léo Drouyn, elle aurait réutilisé des matériaux du château de Montferrand détruit en 1591 (cheminée et cul-de-lampe support d'échauguette)[104].
- La maison de maître dite château d'Antichan, rue Manon-Cormier, au bord de l'ancienne route du port de Lormont, au pied du coteau. Édifice du XVIIIe siècle, constitué d'un long bâtiment entouré d'un parc. Le niveau de soubassement (transformé en appartements) abritait les chais ; on accède au rez-de-chaussée surélevé par un escalier tournant en pierre à double volée. La porte d'entrée est couronnée par un fronton orné de sculptures. La maison fut habitée au XXe siècle par Manon Cormier[105].
- La maison de maître dite domaine Bellerive-Les Moines, quai Alfred-de-Vial, des XVIIIe et XIXe siècles, maison carrée à étage avec tours polygonales de style néo-médiéval surmontées d'un décor de créneaux[106].
- La maison de maître dite château des Griffons, avenue des Griffons, actuel bâtiment construit au XIXe siècle par l'architecte Charles Berger pour le négociant bordelais Marc Maurel. Acquis en 1934 par la municipalité de Bassens[107].
- La maison de maître dite domaine Lagrange, rue Fabre, au sommet du coteau, des XVIIIe et XIXe siècles, était une ancienne possession de l'abbaye cistercienne de Bonlieu. Elle est constituée d'un corps principal accolé à un corps de bâtiment plus étroit. Les aménagements de voirie ont séparé la demeure d'une partie de son parc[108].
- La maison de maître dite château Morin, rue de la Pomme-d'Or, en bordure du plateau dominant la Garonne, du XVIIIe siècle. Elle a été partiellement détruite par un incendie en 2001 ; chapelle à abside semi-circulaire. Attribuables à l'architecte Louis Combes[109].
- La maison de maître dite domaine Moulerin, rue d'Ambarès, à proximité de routes antiques, entourée de vignobles, date des XVIIe et XVIIIe siècles, mais a été très remaniée par la suite ainsi que le jardin (ruines de chapelle ?). Logis allongé et prolongé d'un logement et d'un chai portant la date de 1882. Lors de la vente comme bien national, le domaine comportait « maison de maître avec métairie, un chai, un cuvier, 103 journaux de vigne, terre, pré, aubarède et pacage »[110].
- La maison de maître dite domaine Muscadet, rue d'Ambarès, à proximité de routes antiques, des XVIIIe et XIXe siècles. Ensemble composé d'un logis (partie ancienne) au centre d'une cour avec trois côtés entourés de dépendances. Les deux pavillons de la façade postérieure sont couverts d'une haute toiture d'ardoise percée d'œils-de-bœuf[111].
- La maison de maître dite château de Séguinaud, chemin du Grand-Came, du XIXe siècle, acheté en 1878 par le négociant bordelais Urbain Maurel : cette maison de campagne comprenait alors « maison de maître, logement, chai, cuvier, grange, parc, jardin d'agrément et fontaine ». Le domaine a été racheté par la municipalité de Bassens en 1973, qui en fait alors un centre de loisirs. Bâtiment construit en U au milieu d'un parc où les vestiges d'un belvédère donnent accès à un large panorama sur la vallée de la Garonne. Plus au sud, une fontaine alimente un lavoir auquel on accède par un escalier à une volée double[112].
- Le manoir dit château Beaumont, rue Raoul-Bourdieu, au carrefour des routes reliant Bassens, Lormont et Carbon-Blanc, du XVIIIe siècle, remanié au XXe. L'édifice se compose d'un corps de logis carré avec deux tours circulaires découronnées. La chapelle est signalée par des ouvertures surmontées d'une croix. Le parc et le château ont été acquis par la municipalité en 1955. Actuellement maison des jeunes[113].
- Le manoir dit château Grillon, rue La Fayette, situé à la limite des zones résidentielles et de la zone industrielle dont il est séparé par la voie de chemin de fer, des XVIIIe et XIXe siècles. Façade postérieure du logis principal le long de la route, avec deux corps à pignons découverts et tourelle d'angle d'inspiration médiévale[114].
- Les vestiges du manoir dit domaine de Meignan, rue La Rochefoucault, à la limite de la zone résidentielle et de la zone viticole, des XVIIIe et XIXe siècles : puits galbé datant de la 1re moitié du XVIIIe siècle et portail composé d'une porte cochère flanquée de deux portes piétonnes datant du 1er quart du XIXe siècle ; la grille est ornée de motifs géométriques et hérissée d'artichauts. Le parc est devenu un jardin public[115].
- Les vestiges du manoir dit château Puy-Pelat puis domaine des Balances, rue Franklin, du XVIIIe siècle, vestiges situés à la limite de la zone portuaire entre la voie ferrée et les nouvelles routes : quelques vestiges des murs du logis percés d'une porte cintrée[116].
- Le château de Lagarde est construit vers 1864 par l'architecte Berger pour l'armateur bordelais Émile Maurel[117]. Il est détruit dans un incendie en 1913. Il en reste les communs (logements, écurie, bergerie, grenier, remise, orangerie). Le parc a été partiellement loti et transformé en jardin public[118].
- L'éolienne de Beauval, rue du Tertre, datant de la fin du XIXe siècle, éolienne Bollée[119]. Elle est signalée dans le circuit-patrimoine en vélo qui traverse la commune[120].

Église de Bassens
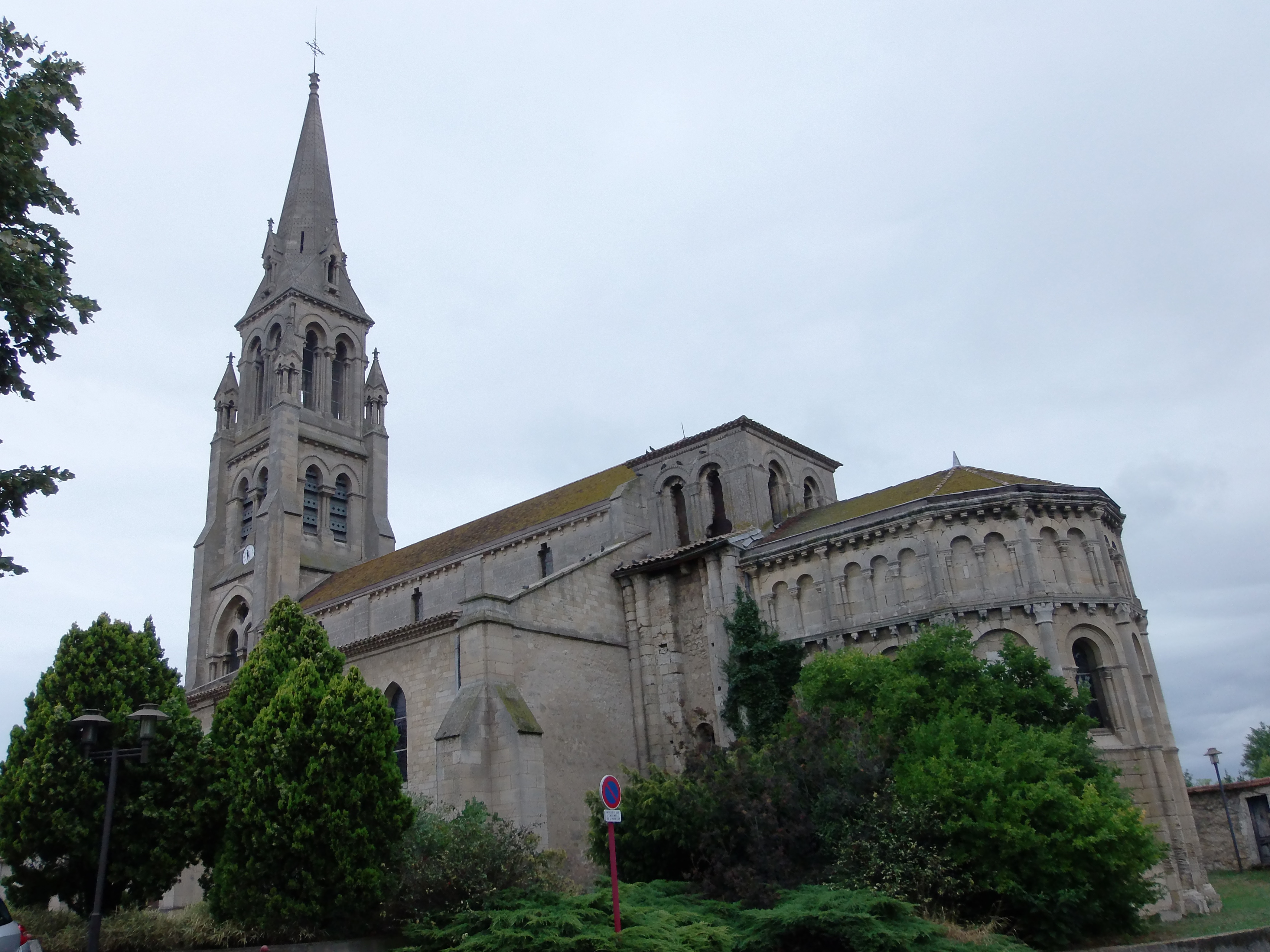
Église Saint-Pierre de Bassens.
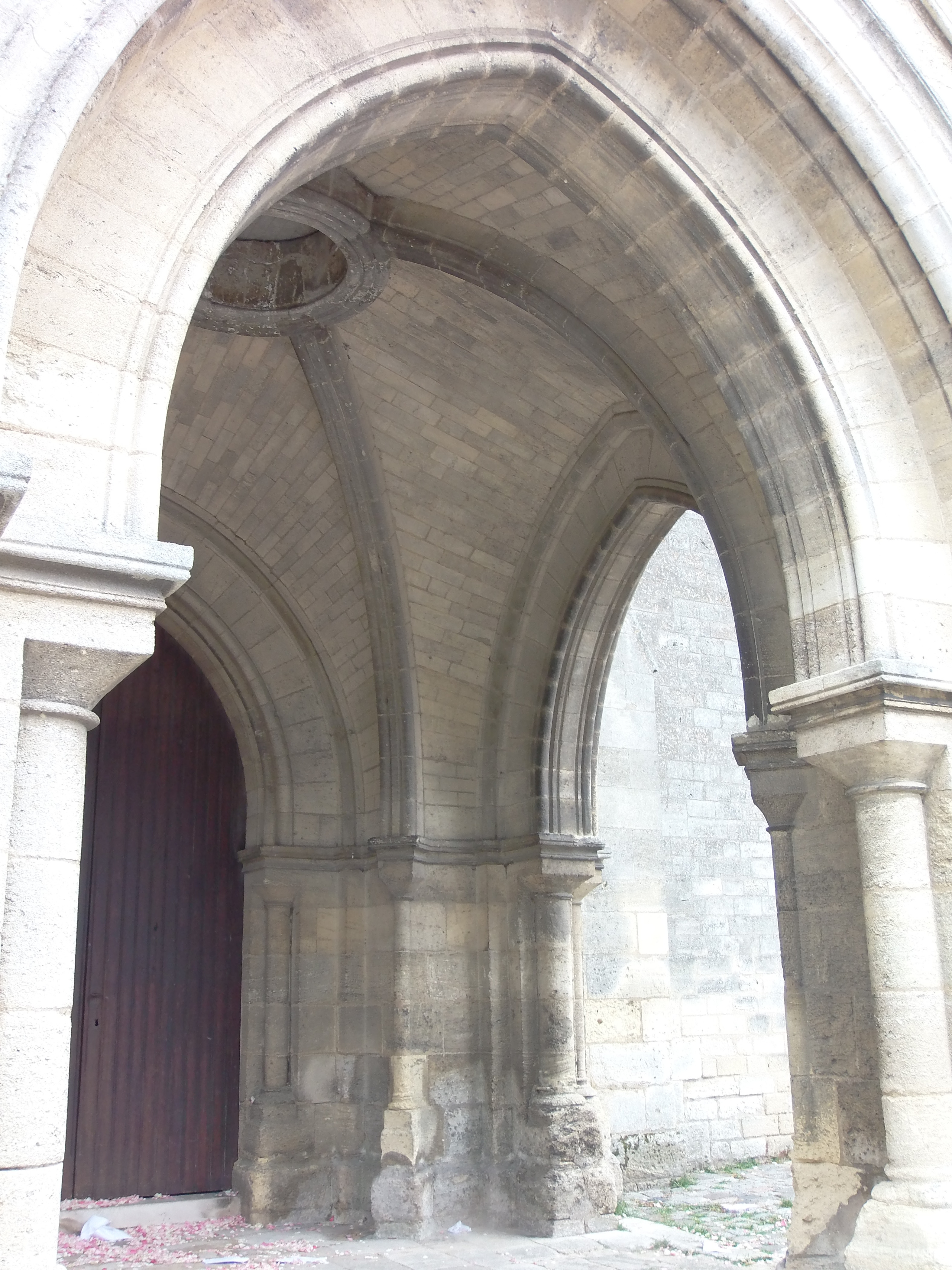
Église Saint-Pierre.
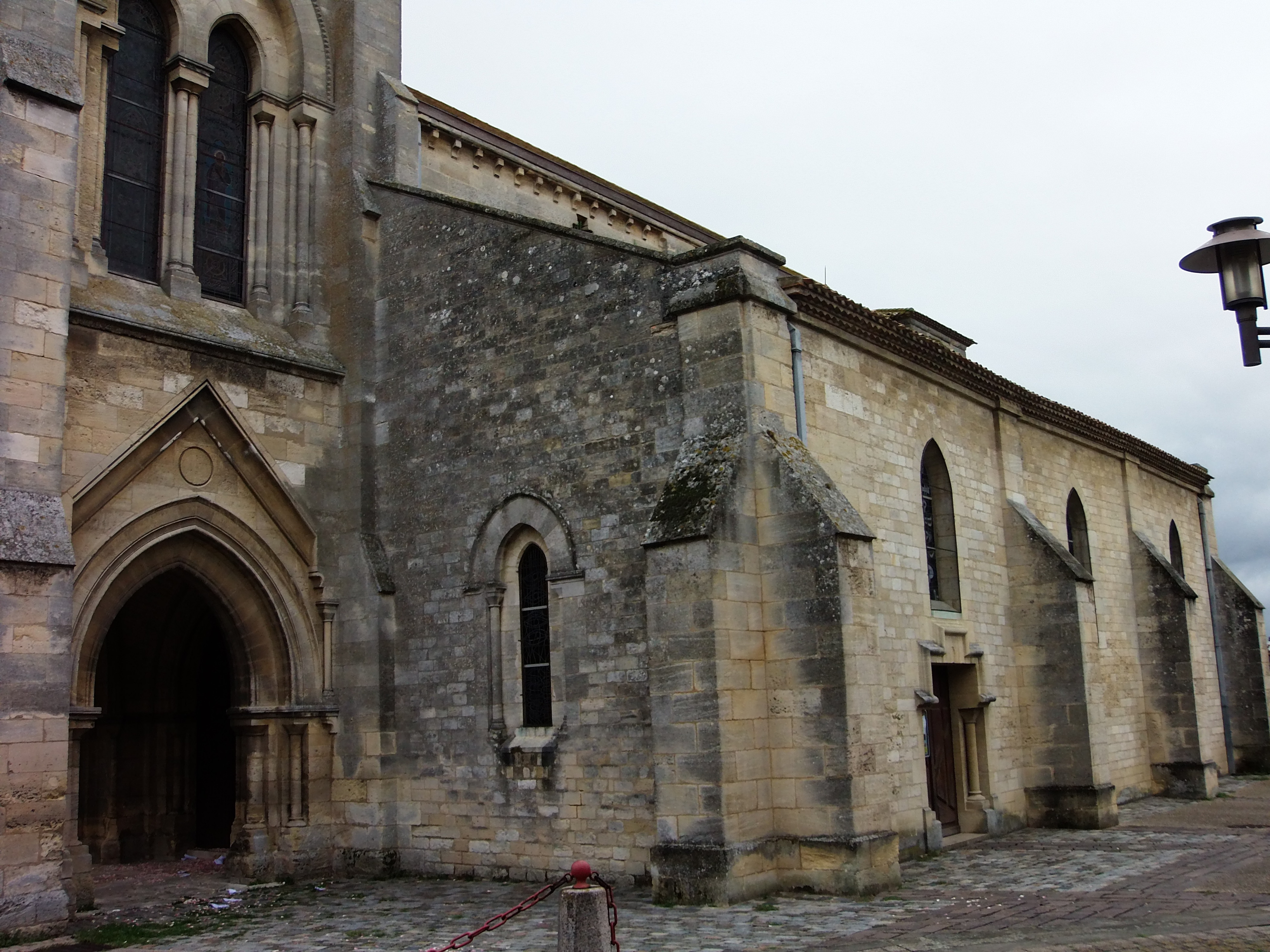
Église Saint-Pierre.
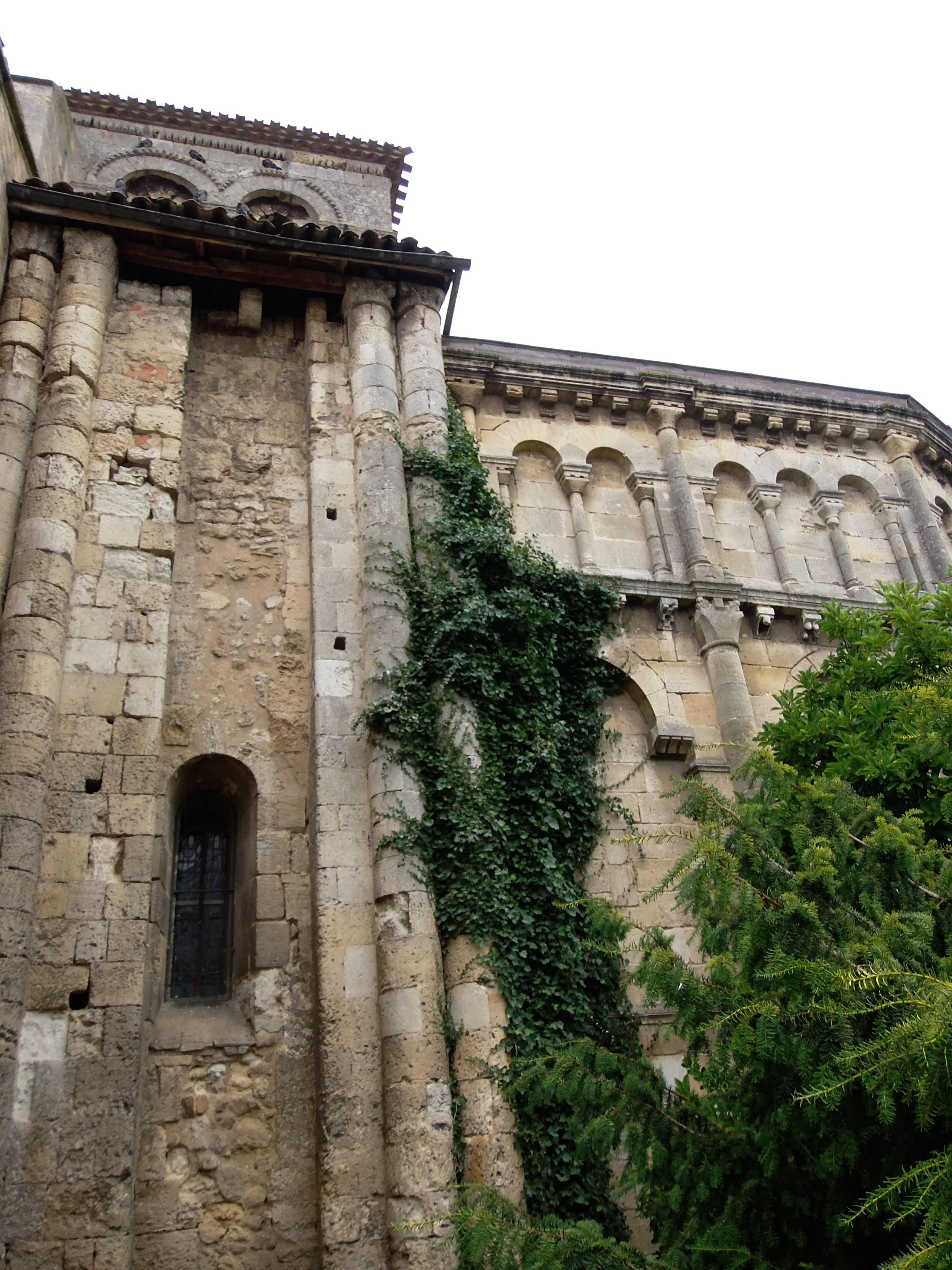
Église Saint-Pierre.
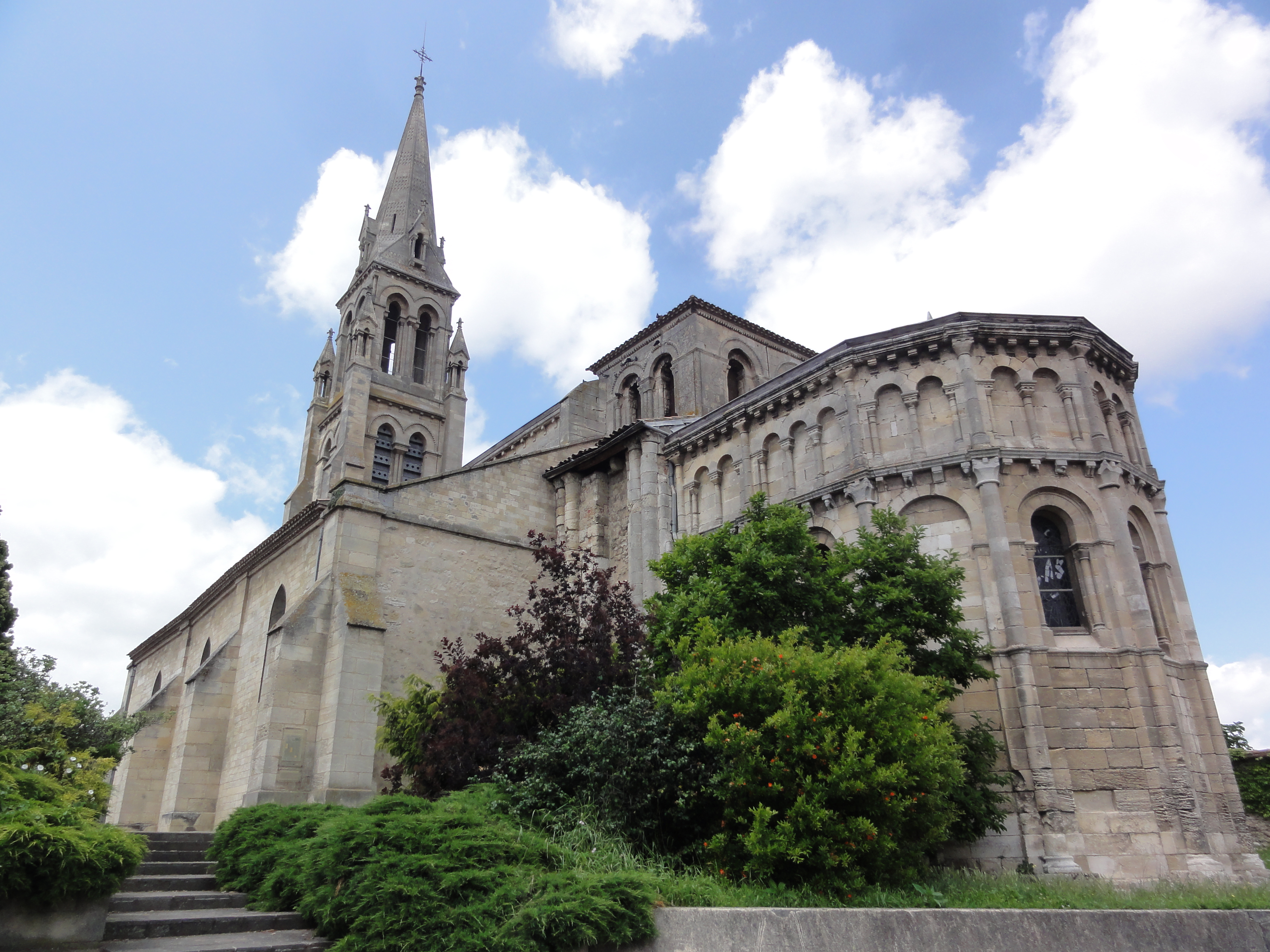
Église Saint-Pierre.

Autres lieux
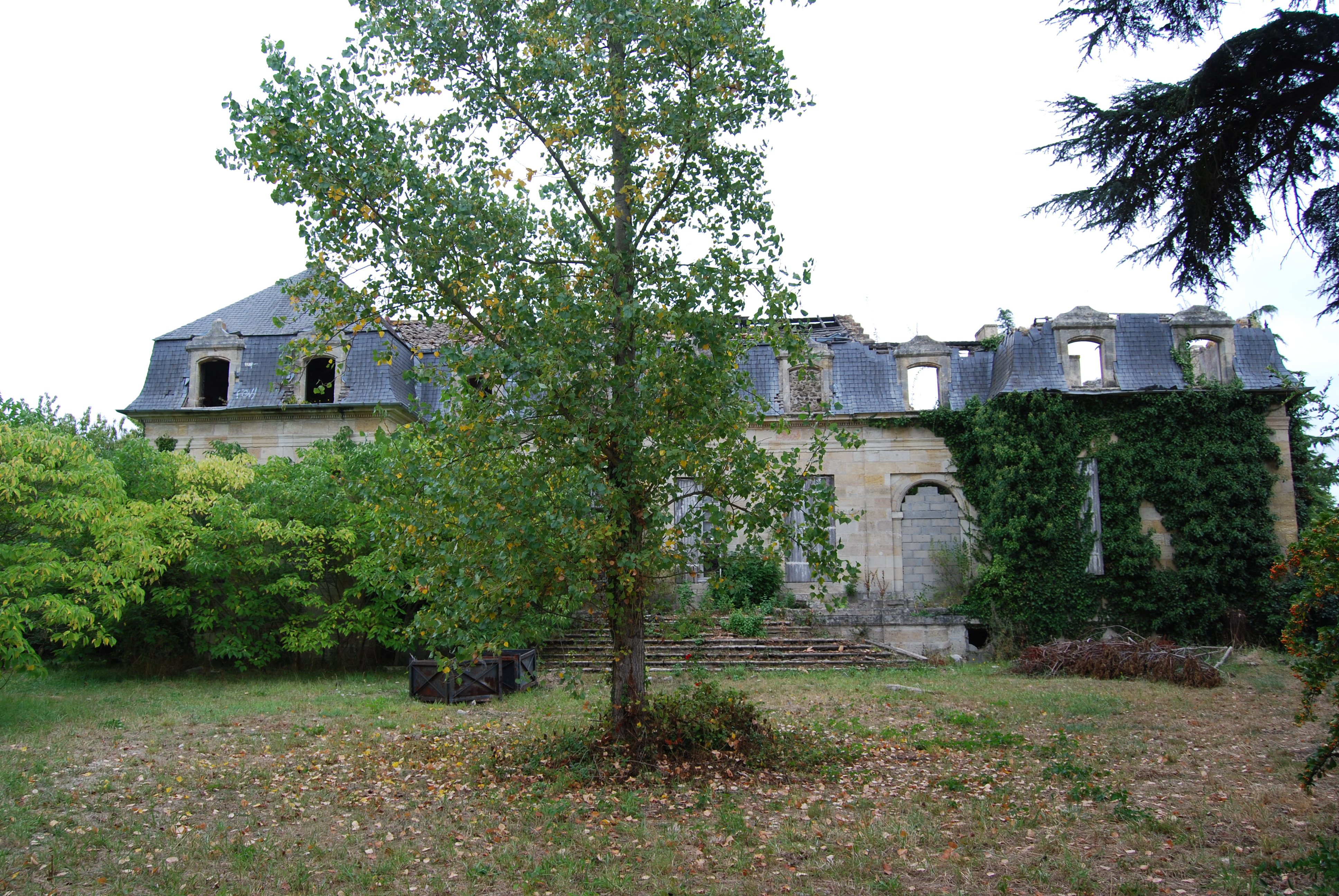
Château Morin (ruine).
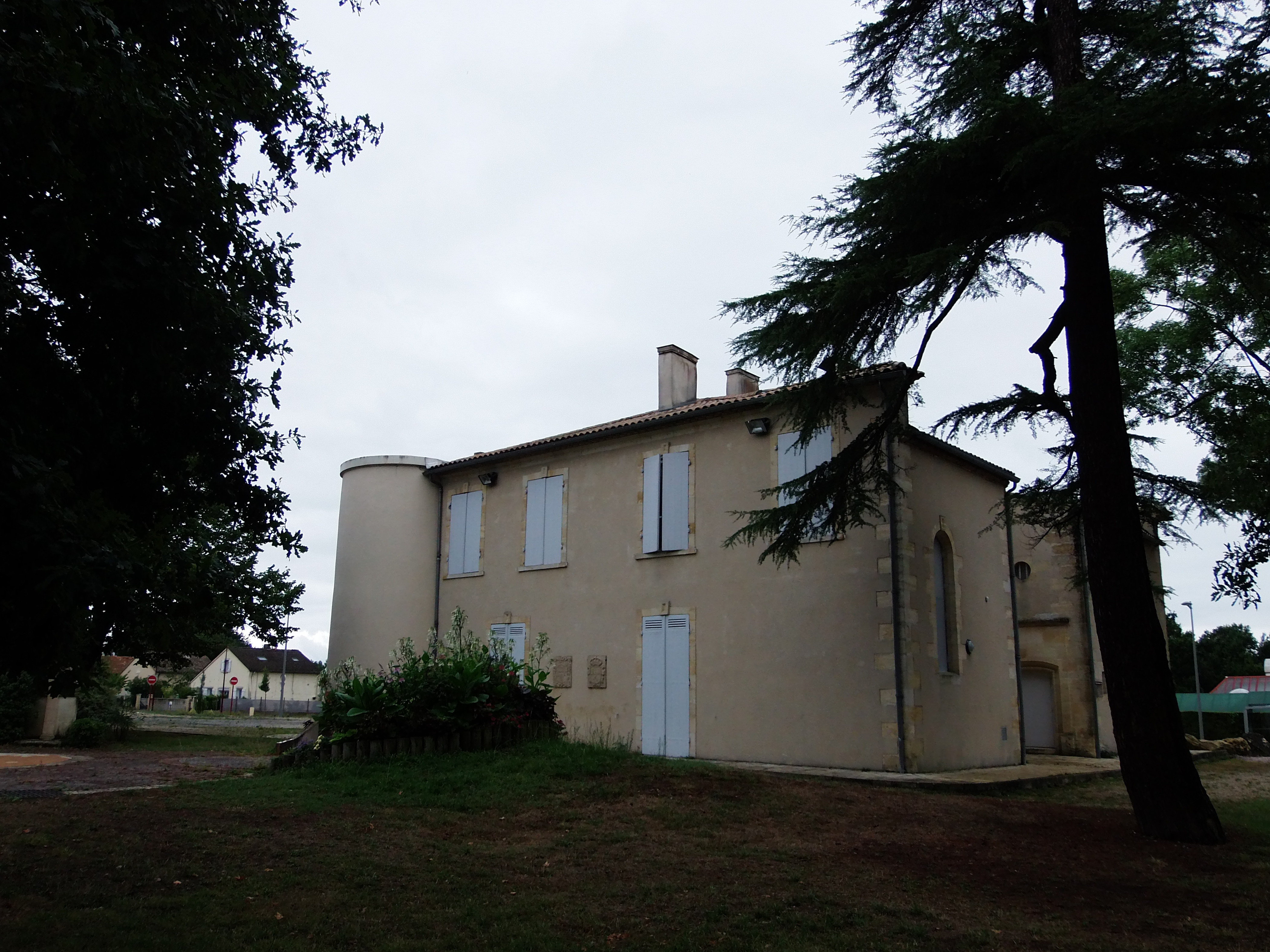
Château Beaumont.
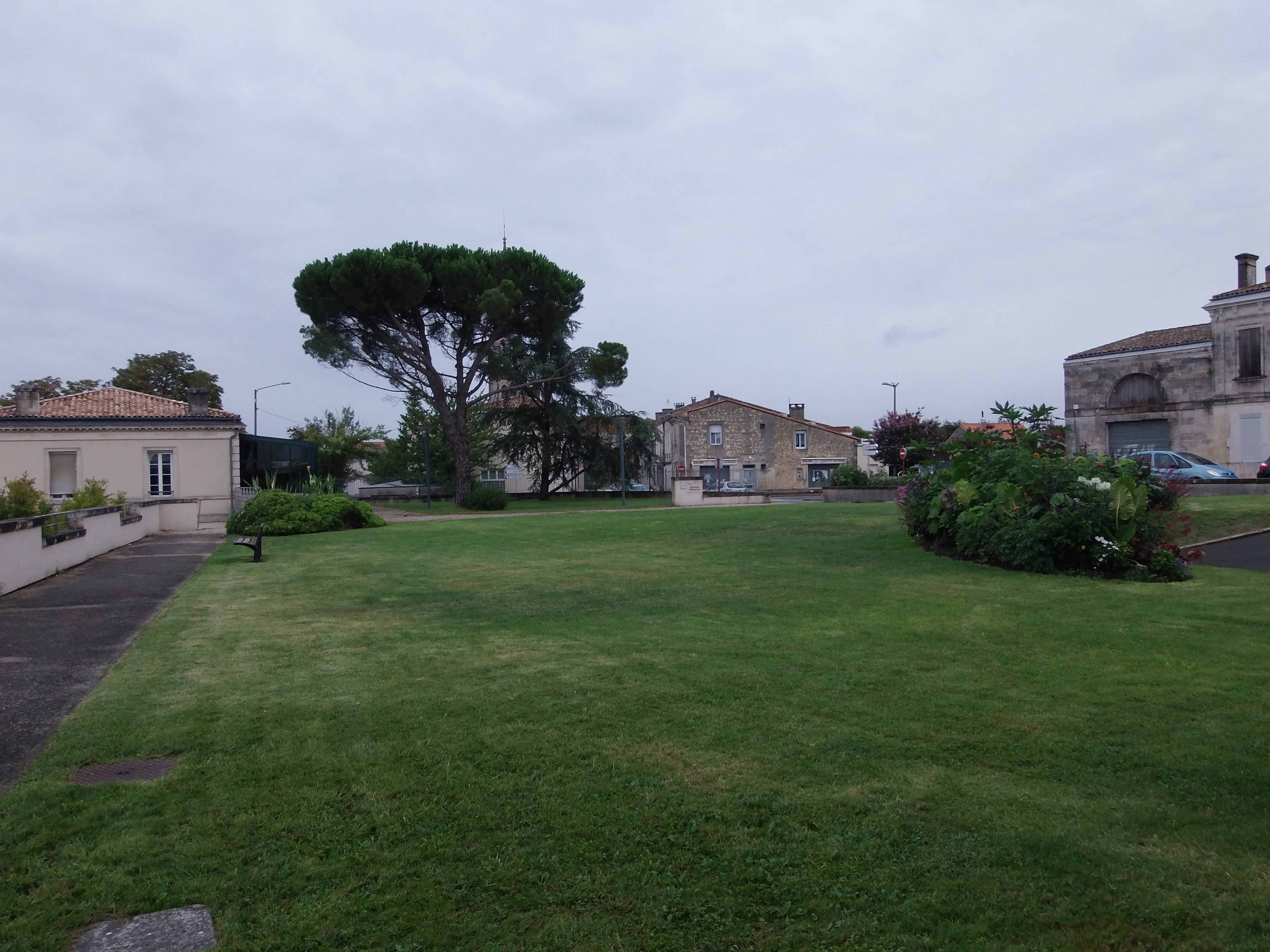
Esplanade.
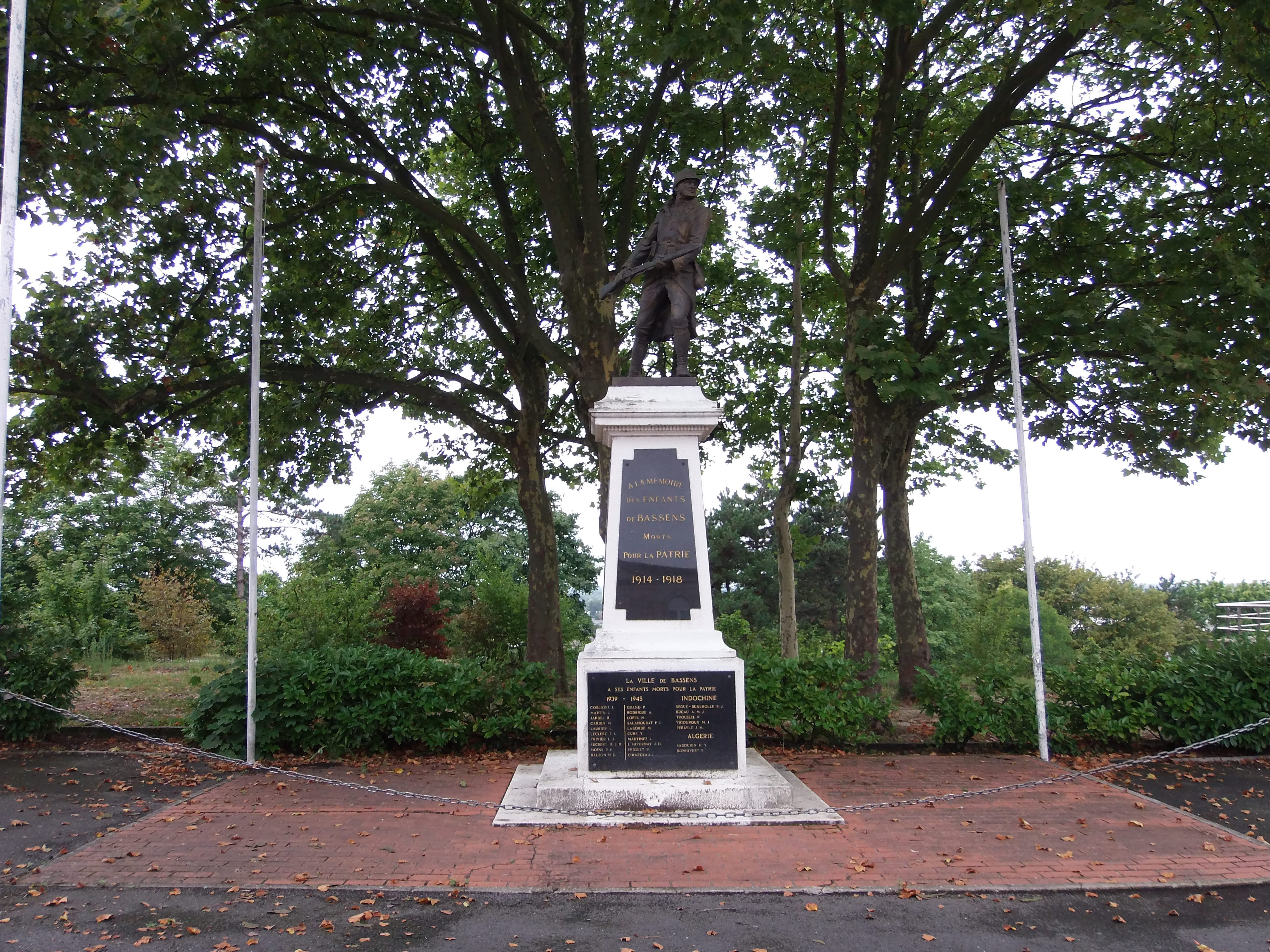
Monument aux morts.

### Équipements culturels
La construction de la médiathèque date de 1995. Elle a été réaménagée en 2013 (600 m2), a été dotée d'un espace public numérique (EPN) labellisé Netpublic et d'une salle de spectacle de 80 places.

### Patrimoine environnemental
Bassens adhère au projet de fil vert du parc des Coteaux reliant plusieurs communes de la rive droite, intégré à la Boucle verte de Bordeaux Métropole.

### Personnalités liées à la commune
- Jacques Robelin (1605-1677), mort à Bassens, maître maçon parisien.
- Hubert Prom (1807-1896), fondateur de Maurel & Prom, propriétaire du château de Beauval au XIXe siècle.
- Simon-Antoine Delphin de Lamothe (1725-1781), professeur en droit bordelais puis avocat au parlement de Bordeaux, propriétaire du "domaine de Muscadet".
- Herman Georges Berger (1875-1924), escrimeur, champion olympique par équipe en 1908.
- Madeleine Cormier, dite Manon Cormier (1896-1945), résistante française.

### Héraldique
| Armes | Les armes de Bassens (Gironde) se blasonnent ainsi : D'argent au navire de gueules et d'azur, habillé et pavillonné d'or, ouvert de six sabords aussi d'azur, voguant sur une champagne du même, chargée d'un croissant d'or surmonté d'une grappe de raisin de gueules feuillée de sinople, au chef aussi de gueules chargé d'un léopard aussi d'or armé et lampassé aussi d'azur. |